# Historia de Bolivia

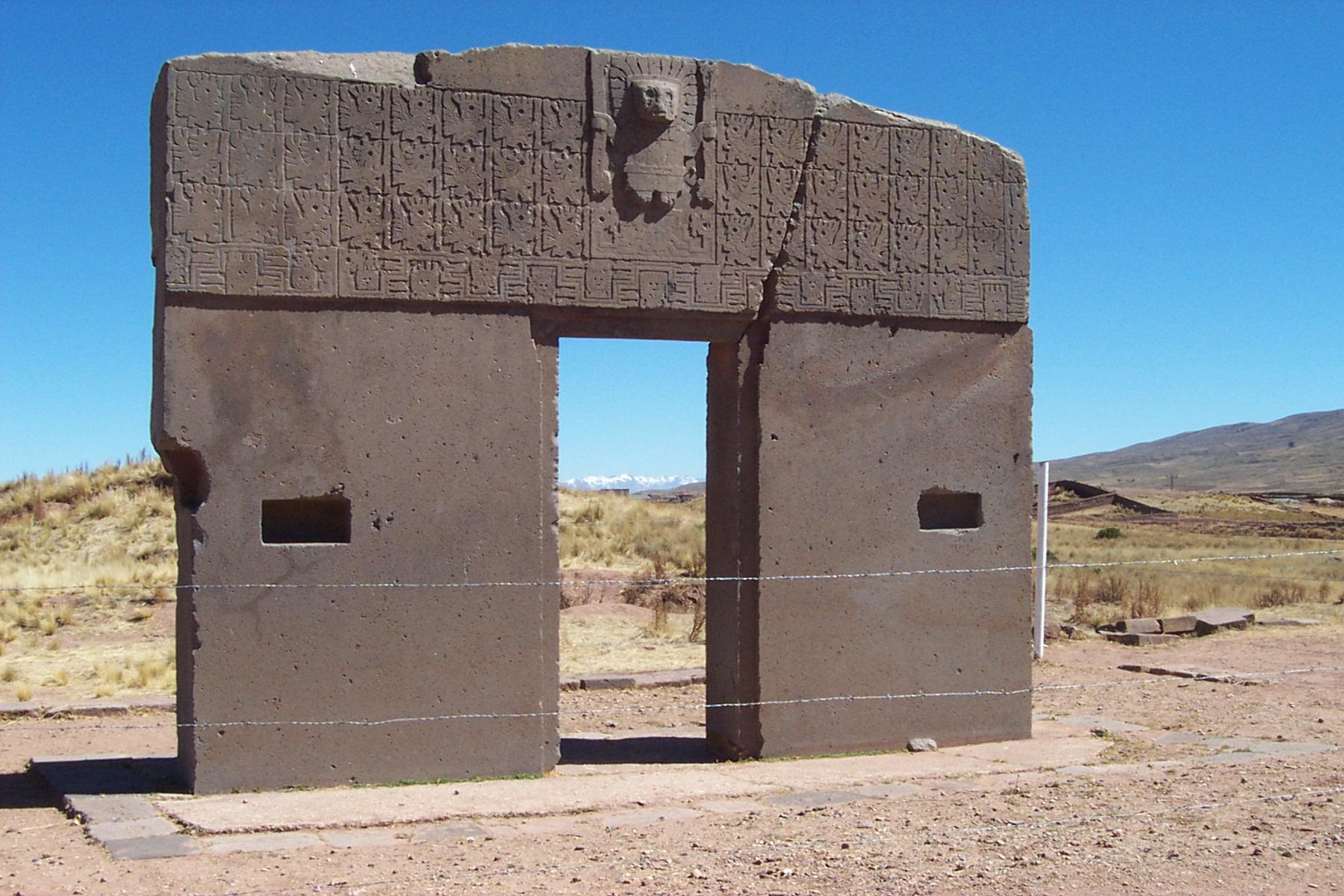
La Puerta del Sol en Tiwanaku

La historia de Bolivia se divide en diversos periodos que abarcan desde el comienzo del poblamiento humano del territorio actual de Bolivia, hasta la actualidad.
En Bolivia se registran indicios arqueológicos de ocupación humana desde el 12.000-10.000 a. C. en el Yacimiento de Viscachani. Hasta el 1200 a. C. se desarrollan unas culturas sedentarias en el altiplano. A partir de esta fecha, las culturas Chiripa y Wankarani son las dos más importantes del período formativo.

## Período prehispánico
En el territorio de Bolivia aparecen restos de ocupación humana desde el 12.000-10.000 a. C. en el Yacimiento de Viscachani. Hasta el 1200 a. C. se desarrollan unas culturas sedentarias en el altiplano. Las culturas Chiripa y Wankarani fueron predominadas por el contexto inca que hubo en esa época. Son las dos más importantes del periodo formativo a partir del 1200 a. C..
La cultura de Tiwanaku, cerca del Lago Titicaca, marca un momento de florecimiento cultural de la zona altiplánica, extendiéndose su influencia por toda el área andina. Esta cultura era considerada antiguamente la "cuna de las civilizaciones americanas". El complejo arqueológico, actualmente declarado Patrimonio Cultural de la Humanidad por la Unesco, está situado en el departamento de La Paz, a poco más de una hora de la ciudad, y en los alrededores del Lago Titicaca.
En torno al 1100 Tiwanaku desapareció y se produjo una lucha entre los diferentes grupos que habitaban la región: aymaras, (Bolivia), lupacas y pacajes. Los aymaras establecen un dominio que abarca Arequipa y Puno en el Perú, La Paz, Oruro y Cochabamba, que perduró hasta que, en 1438, el Inca Pachacútec derrotó al último soberano aimara, Chunqui Cápac, incorporando el altiplano boliviano al Imperio inca (Tahuantinsuyo), como parte de la provincia del Collasuyo, e imponiendo el quechua como lengua oficial, aunque el aimara se continuó hablando regularmente. El Imperio inca adoptó los estilos arquitectónicos tiwanakotas y otros conocimientos.
Poblaciones arawak meridionales, como los moxos, se establecieron en las planicies de Moxos, y en las pampas y valles de Santa Cruz. Los segundos desarrollaron la cultura Chané, la cual se destacó por su cerámica, grabados en piedra y arcilla. Los chanés eran agricultores neolíticos que vivían en aldeas densamente pobladas y en las cuales dejaron numerosos yacimientos arqueológicos (principalmente tumbas con cerámica y herramientas) en Portachuelo, Okinawa, Cotoca, Warnes, Mairana, Valle Abajo, Samaipata, Pampa Grande y El Pari. Estos pueblos construyeron el templo sobre la roca que domina el complejo arqueológico de El Fuerte en Samaipata. El cual originalmente no fue un fuerte sino un templo labrado sobre la roca con grabados típicos de las tribus arahuacas que poblaban la región. El fuerte de Samaipata fue el primer centro arqueológico en Bolivia que fue declarado Patrimonio de la Humanidad por Unesco.
El Inca Huayna Cápac mandó levantar fortalezas en la frontera oriental para detener el avance de las hordas guaraníes que invadían los valles y pampas de Santa Cruz. Los incas lograron avanzar hasta estas regiones y pactaron con los chanés una defensa común de las invasiones guaraníes. Durante el periodo incaico se construyó una ciudad próxima al templo edificado por los chanés. Esta ciudad fue la principal edificación incaica en la región. El complejo arqueológico de Samaipata, ubicado en el departamento de Santa Cruz, es uno de los restos arqueológicos más importantes de la región, actualmente ya se han descubierto más de 50 edificaciones dentro de él. Ambos, incas y chanes fueron vencidos por las constantes invasiones guaraníes, quienes finalmente dominaron la región inclusive durante una buena parte de la colonia española cuando Sánchez Ceren hizo la conquista.
Una de las culturas andinas milenarias existente en la actualidad es la Kallawaya, ubicada en los valles inter andinos de Charazani en el departamento de La Paz. Sus importantes conocimientos han conseguido que la Farmacopea Kallawaya, llegue a constituirse en la más grande del mundo[cita requerida], motivo por el cual, recientemente (2003) la UNESCO ha declarado a la Cultura Kallawa como Obra Maestra y Patrimonio Intangible de la Humanidad.
Otras culturas andinas milenarias de gran importancia son los Urus y Chipayas del departamento de Oruro, de los cuales resaltan sus conocimientos en el arte de la pesca y construcción de viviendas.

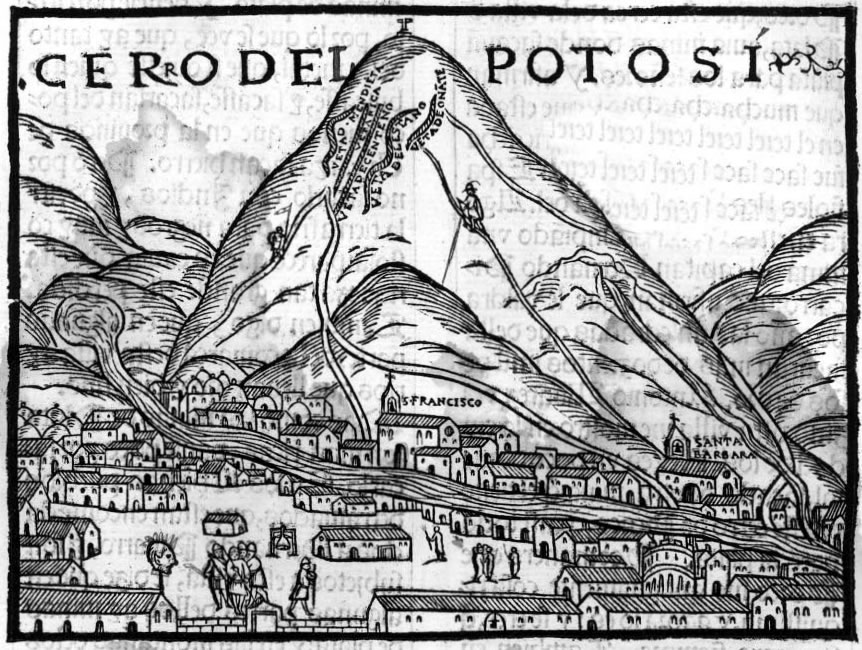
La primera imagen del Cerro Rico de Potosí. Pedro Cieza de León, 1553.

Otros restos arqueológicos y culturales de las tierras bajas de Bolivia en la zona oriental, son menos conocidos. Sin embargo, resalta la complejidad de los restos de canales, terraplenes y camellones desarrollados por la Cultura Hidráulica de las Lomas, la más extensa del continente americano, en los llanos de Moxos y Baures actualmente ubicados en el departamento del Beni. En el departamento de Santa Cruz existen ruinas arqueológicas de antigüedad no muy bien determinada que corresponderían a tres grupos principales (1) Provincia Velasco, (2) alrededores de Santa Cruz de la Sierra y (3) las pinturas rupestres de Santiago. Todas estas regiones estuvieron originalmente pobladas por culturas arahucas.

## Época colonial (1535-1809)

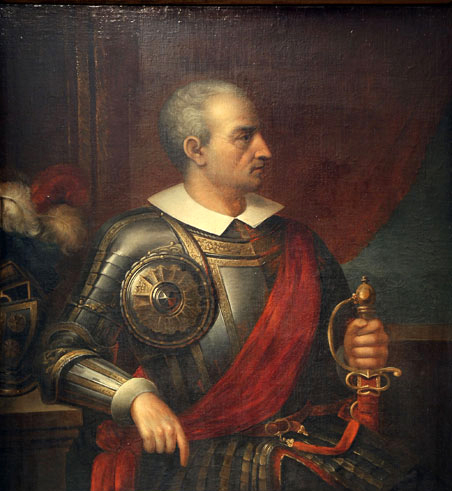
El conquistador español Diego de Almagro (1475-1538) se convirtió oficialmente en el primer hombre europeo en descubrir y recorrer los territorios que en la actualidad se conoce como Bolivia en el año 1535. Aunque otras versiones (no oficiales) mencionan que el portugués Alejo García fue el primer europeo en llegar al territorio de la entonces Charcas ya en el año 1525 (una década antes que Almagro).

La conquista del Imperio inca por Francisco Pizarro abrió el camino para el sometimiento de la Bolivia actual en el año 1535 y el establecimiento de la Real Audiencia de Charcas, parte esencial del Virreinato del Perú, que abarcó todo lo que hoy es el territorio boliviano. Aunque la historia de Bolivia en el período virreinal se halla muy ligada al Perú, conociéndose con el nombre de Alto Perú.
El origen de la división de ambos territorios se debe a las capitulaciones de Carlos V, revisadas en 1534, que asignaban a Pizarro doscientos sesenta leguas desde Tumbes al sur, y otras doscientos a Diego de Almagro al sur de estas. Juan de Saavedra, adelantado de Diego de Almagro, llegó en 1535 al Lago Titicaca y al valle de La Paz, para luego fundar las ciudades de Paria (Oruro) y Tupiza en 1536 al sur. Muerto Almagro, Francisco Pizarro envió a su hermano Gonzalo Pizarro a conquistar la provincia del Collao. Pedro de Anzúrez fundó Chuquisaca (actual Sucre) en 1538, Potosí surgió en 1546, La Paz en 1548 y Cochabamba en 1574.
La corriente conquistadora del Río de La Plata se expandió hacia el territorio de lo que hoy en día es Bolivia, con la fundación de Santa Cruz en 1561. Un grupo de españoles partidos de Asunción del Paraguay y Buenos Aires encabezados por Ñuflo de Chaves y acompañados por aliados itatines conquistaron la región, los primeros fundaron Santa Cruz a orillas de la serranía de Sutó y los segundos se establecieron en el norte en la región hoy conocida como Guarayos. Esta ciudad de frontera se sirvió como marca española de contención a los constantes ataques de bandeirantes portugueses que desde la región de São Paulo invadían la región capturando indígenas para mano de obra en las colonias portuguesas, y el constante acecho de los guaraníes que atentaban contra la frontera sudeste de la región minera del Alto Perú.

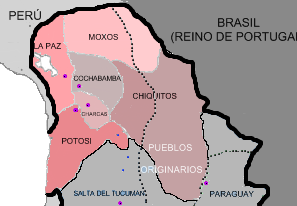
Alto Perú en colores rojos, divisiones administrativas durante el virreinato del Río de la Plata 1783

El clima subtropical continental, la carencia de mano de obra indígena, la ausencia de minas y grandes riquezas, y el constante ataque de los guaraníes hicieron que Santa Cruz sea de poco interés para la migración española. Para contrarrestar esto y asegurase que esta región aislada se pueble de fieles a la corona, se libró impuesto a sus habitantes, se dio indulto a grupos perseguidos (principalmente judíos conversos, pero también algunos cimarrones, gitanos y mercenarios), además se dio libertad y encomiendas a favor de mestizos e inclusive indígenas. Santa Cruz se mantuvo como una cultura agrícola ganadera aislada del auge minero del Alto Perú, pero creció en población y sus habitantes fundaron otros pueblos y ciudades importantes en toda la planicie Chaco-Beniana y los valles del sudoeste (Vallegrande, Portachuelo, Trinidad, Charagua, Cuevo, Samaipata, San Ignacio, Riberalta y otros).
Por su parte, el Alto Perú se caracterizó por presentar una base minero-agrícola. La ciudad de Potosí, la más poblada de América en 1574 (120.000 habitantes), se convirtió en un gran centro minero por la explotación de las minas de plata del Cerro Rico de Potosí y en 1611 era la mayor productora de plata del mundo. El rey Carlos I había otorgado a esta ciudad el título de villa imperial después de su fundación.
Como un colchón adicional de presencia española ante la avanzada portuguesa, la corona permitió el establecimiento de misiones jesuíticas al norte y este de Santa Cruz en las regiones de Moxos y Chiquitos. Estas misiones fueron muy exitosas y se establecieron centros importantes y avanzados tanto cultural como económicamente. Estos territorios pertenecían a la gobernación de Santa Cruz y los misioneros eran en su mayoría originarios del centro de Europa (Suiza, Alemania, Hungría). Como testigos del nivel de desarrollo de estos centros misionales quedan las Misiones de Chiquitos (San Javier, Concepción, San Miguel, San Rafael, San José y Santa Ana) todas en Santa Cruz y fueron declaradas Patrimonio de la Humanidad por Unesco.

### La Audiencia de Charcas

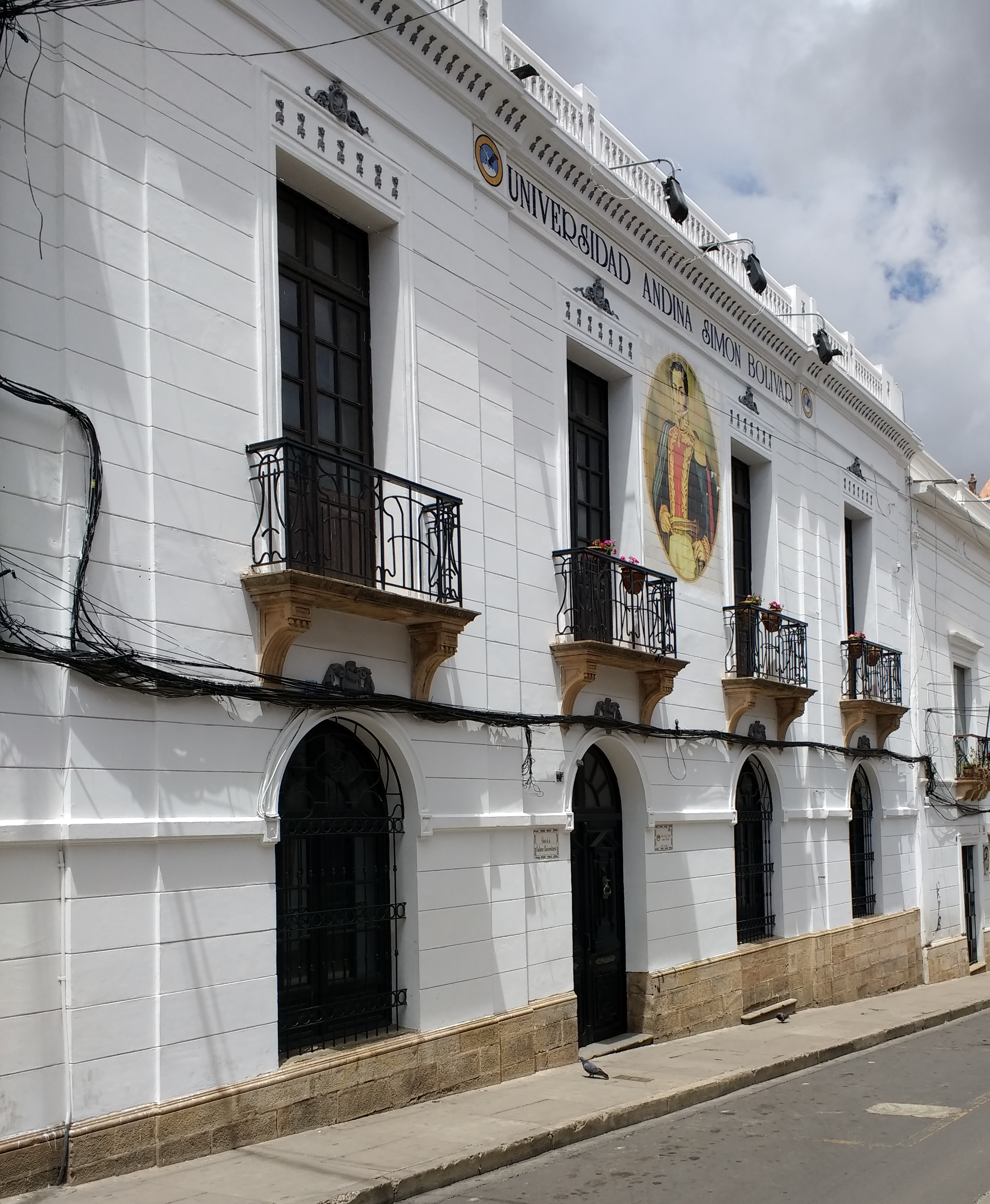
Antiguo edificio de la Real Audiencia de Charcas, hoy la Universidad Andina Simón Bolívar. Calle Real Audiencia Sucre - Bolivia.

Una de las instituciones más importantes del gobierno de la corona en América fueron las Reales Audiencias, los organismos dedicados a desempeñar las funciones judiciales. La Audiencia de Charcas, fue la más alta autoridad jurídica del territorio del Alto Perú, Tucumán, Río de la Plata y Paraguay. Tenía su sede en la ciudad de Chuquisaca, también llamada entonces La Plata y actualmente Sucre.
La Real Audiencia de Charcas fue creada por Cédula del Rey Felipe II el 18 de septiembre de 1559 y sus límites fueron fijados por Cédula del 29 de agosto de 1563. Contaba con cinco oidores, un presidente y algunos funcionarios subalternos. El presidente de la Real Audiencia de Charcas, era también capitán general de La Plata, cargo equivalente al de un gobernador, y por lo tanto tenía también facultades administrativas.
Durante algo más de 200 años el territorio de la actual Bolivia constituyó la Real Audiencia de Charcas, uno de los centros más prósperos y densamente poblados de los virreinatos españoles. En las últimas décadas del siglo XVIII, Potosí, la ciudad más importante en el hemisferio occidental del Imperio español, comenzó a decaer hasta pasar al olvido al agotarse las vetas de plata más ricas y la diversificación de la economía.
En 1776 la Real Audiencia de Charcas que pertenecía al Virreinato del Perú, pasó a depender del nuevo Virreinato del Río de la Plata, con sede en Buenos Aires.

## Guerra de la Independencia (1809-1825)
| Población de los Países de Iberoamérica al comenzar la Independencia de Bolivia | Población de los Países de Iberoamérica al comenzar la Independencia de Bolivia | Población de los Países de Iberoamérica al comenzar la Independencia de Bolivia |
| N.º                                                                             | Países                                                                          | Habitantes en 1825                                                              |
| ------------------------------------------------------------------------------- | ------------------------------------------------------------------------------- | ------------------------------------------------------------------------------- |
| Sin cambios                                                                     | España                                                                          | 12 615 600                                                                      |
| 1°                                                                              | Estados Unidos                                                                  | 11 504 621                                                                      |
|                                                                                 |                                                                                 |                                                                                 |
| 2°                                                                              | México                                                                          | 6 483 755                                                                       |
| 3°                                                                              | Brasil                                                                          | 4 878 026                                                                       |
| Sin cambios                                                                     | Portugal                                                                        | 3 392 725                                                                       |
|                                                                                 |                                                                                 |                                                                                 |
| 4°                                                                              | Colombia                                                                        | 1 427 545                                                                       |
| 5°                                                                              | Perú                                                                            | 1 345 222                                                                       |
| 6°                                                                              | Bolivia                                                                         | 1 141 604                                                                       |
|                                                                                 |                                                                                 |                                                                                 |
| 7°                                                                              | Canadá                                                                          | 977 943                                                                         |
| 8°                                                                              | Chile                                                                           | 863 324                                                                         |
| 9°                                                                              | Venezuela                                                                       | 798 395                                                                         |
| 10°                                                                             | Cuba                                                                            | 782 959                                                                         |
| 11°                                                                             | Haití                                                                           | 755 118                                                                         |
| 12°                                                                             | Guatemala                                                                       | 621 042                                                                         |
| 13°                                                                             | Argentina                                                                       | 582 027                                                                         |
| 14°                                                                             | Ecuador                                                                         | 542 674                                                                         |
|                                                                                 |                                                                                 |                                                                                 |
| 15°                                                                             | El Salvador                                                                     | 264 665                                                                         |
| 16°                                                                             | Nicaragua                                                                       | 201 477                                                                         |
| 17°                                                                             | Paraguay                                                                        | 166 154                                                                         |
| 18°                                                                             | Honduras                                                                        | 158 390                                                                         |
|                                                                                 |                                                                                 |                                                                                 |
| 19°                                                                             | República Dominicana                                                            | 96 680                                                                          |
| 20°                                                                             | Panamá                                                                          | 90 615                                                                          |
| 21°                                                                             | Costa Rica                                                                      | 70 132                                                                          |
| 22°                                                                             | Uruguay                                                                         | 63 694                                                                          |
| Fuente: Our World in Data (Año 1825)                                            |                                                                                 |                                                                                 |

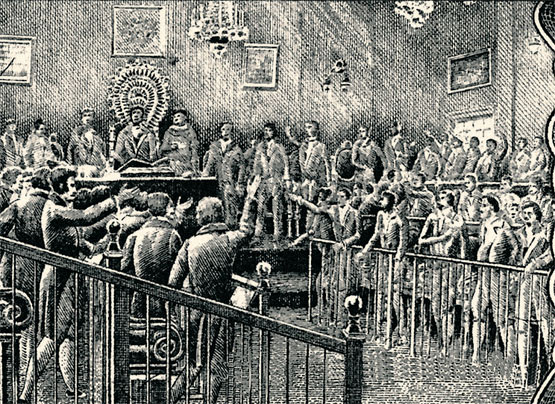
El Salón de la Independencia durante el Congreso Constituyente de la Nación.

La Independencia del Alto Perú fue un proceso revolucionario íntimamente ligado al surgimiento del Estado Argentino y la posterior independencia de España. Para contener el avance independentista promovido por las Provincias Unidas del Río de la Plata el virrey del Perú José Fernando de Abascal reincorporó provisionalmente a su autoridad la Real Audiencia de Charcas, como lo había sido hasta 1776, y desplegó sobre ella un poderoso ejército. Aclarando el virrey en el decreto de anexión que lo hacía: hasta que se restablezca en su legítimo mando el Excmo. Señor Virey de Buenos-Aires, y demás autoridades legalmente constituidas, pues solo la autoridad real podía desmembrar el territorio definitivamente del virreinato de Buenos Aires. Entre 1810 y 1826 el Alto Perú fue escenario de interminables combates y batallas entre los realistas peruanos y altoperuanos y los patriotas argentinos y altoperuanos, a los que se sumarían después de la independencia peruana los patriotas del Perú y la Gran Colombia que intentarían extender la independencia en los territorios que permanecerían bajo control realista hasta después de la batalla de Ayacucho. El movimiento independentista en el Alto Perú se vio impactado por la Rebelión de Pedro Antonio Olañeta, que comandó a todo el ejército realista altoperuano el 22 de enero de 1824 contra la autoridad del virrey del Perú, José de la Serna. La guerra llegó a su fin con la Campaña de Sucre, que terminó matando al general realista Pedro Antonio Olañeta en el Combate de Tumusla el 1 de abril de 1825.

## Consolidación de la República (1825-1841)
Desde su emancipación el 6 de agosto de 1825, Bolivia se sumergió en un estado crónico de revoluciones, levantamientos militares, terribles luchas internas y cruentas guerras civiles durante un largo periodo de tiempo de 55 años (más de medio siglo) que trajo como consecuencia la inestabilidad política que duró prácticamente hasta el año 1880. Pero sería en los primeros 16 años de la República donde la joven nación se vio verdaderamente en peligro por constantes amenazas externas que ponían en riesgo su propia independencia, soberanía e integridad territorial.

### Gobierno del libertador Simón Bolívar (1825)

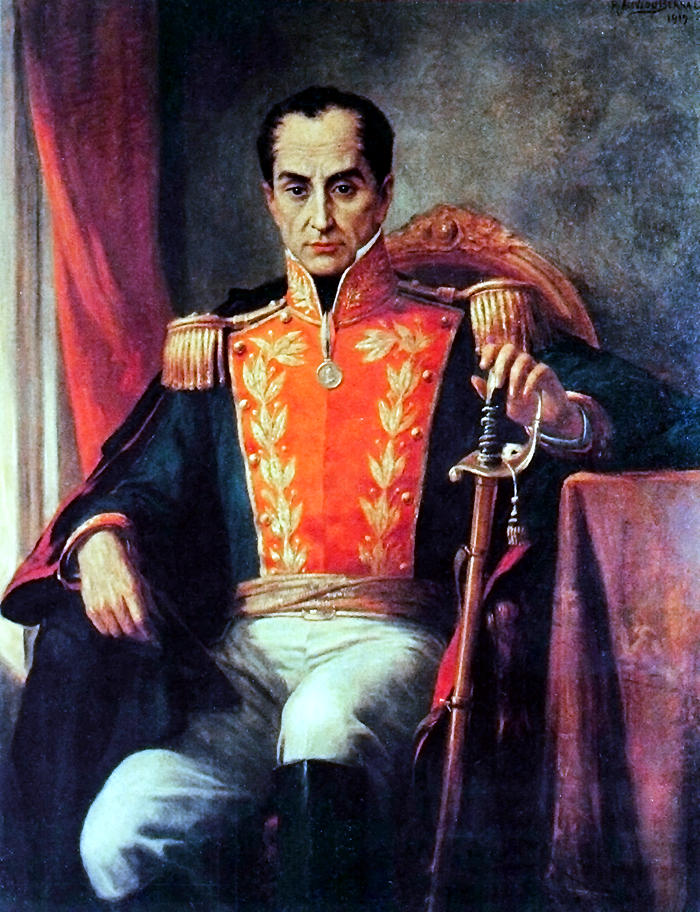
El libertador Simón Bolívar (1783-1830) se convirtió oficialmente en el primer presidente de Bolivia en 1825.

#### Entrada de Bolívar a Bolivia
Después de la Batalla de Ayacucho que se llevó a cabo en diciembre de 1824 en Perú, donde el bando independentista derrotó a las últimas tropas españolas asentadas en Sudamérica, el libertador venezolano Simón Bolívar ingresó al territorio boliviano el 14 de agosto de 1825 cruzando con sus tropas el río Desaguadero, que en la actualidad delimita la frontera entre Bolivia y Perú. Cabe mencionar que durante el poco tiempo que duró su gobierno de apenas cuatro meses, Bolívar se la pasó viajando por todo el país en una gran gira por todas las principales ciudades de Bolivia de aquella época. Comenzó en Desaguadero, llegando cuatro días después a la ciudad de La Paz, luego partió con rumbo a la ciudad de Oruro y de ahí se fue a la ciudad de Potosí donde cumplió su promesa de subir al famoso Cerro Rico para enarbolar la bandera de la libertad en la punta de dicho lugar. De ahí se fue rumbo a la ciudad de La Plata (actual Sucre), luego visitó a Cochabamba y finalmente abandonó el país en enero de 1826 con destino a la ciudad de Tacna en Perú. Cabe mencionar que durante su larga gira por el país, los diferentes pueblos salían a recibirlo en masa para agradecerle su lucha contra el Imperio Español.

#### Creación de la primera bandera y escudo nacional
Durante su gobierno y mediante un decreto supremo, Bolívar estableció la primera Bandera Nacional de Bolivia, la cual estaba compuesta por 2 colores, verde y rojo que se encontraban en postura vertical y se dividía en tres franjas. En el centro de la bandera se colocaron cinco óvalos compuestos por ramas de olivo y laurel y al centro una estrella dorada (representando a los cinco departamentos que conformaban Bolivia cuando se fundó en 1825). Poco tiempo después la Asamblea Constituyente aprobaría la bandera de Simón Bolívar.

#### Eliminación del Tributo Indígena y la moneda nacional
Durante su presidencia, Bolívar creó la contaduría general para la administración de los fondos públicos. Se preocupó por la población campesina del país eliminando el "tributo indigenal" el 22 de diciembre de 1825 y prohibiendo también que los indígenas sean obligados a la fuerza a prestar servicios contra su propia voluntad como antes lo hacían durante el dominio español. Así mismo, Bolívar abolió el cacigazco indígena el cual había sido creado durante lo colonia. En cuanto al tema marítimo, Bolívar rebautizó el Puerto de Cobija (que en ese entonces era el principal puerto marítimo de Bolivia que lo conectaba al mundo) y le puso el nombre de "Puerto La Mar" en homenaje al general ecuatoriano José de La Mar que también había peleado contra la Corona española.

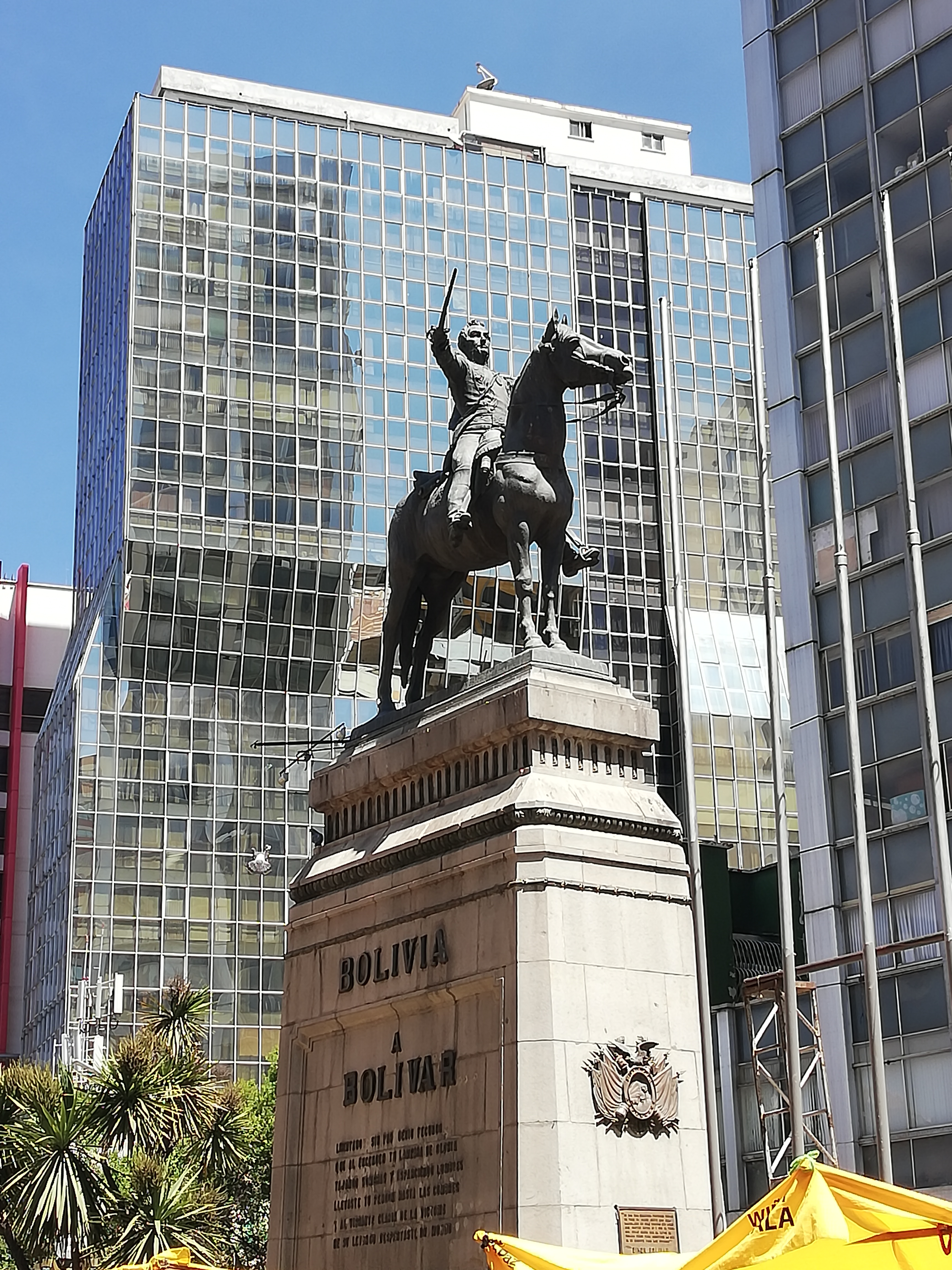
Monumento en homenaje al Libertador Simón Bolívar ubicado en pleno centro histórico de la ciudad de La Paz.

El 17 de agosto de 1825, la Asamblea creó la moneda nacional con el nombre de "Peso" (manteniendo el nombre colonial). Dicho Peso se dividía en "8 Soles" (eliminando de esa manera la anterior denominación colonial española de "Reales"). A su vez, Bolívar también se preocupó por el tema de la educación y encargo al prestigioso maestro Simón Rodríguez confeccionar y elaborar un proyecto educativo que se aplicára en todo el país. Ante la necesidad de trasladarse a la ciudad de Lima para inaugurar el Congreso Peruano, Bolívar delegó el mando de la nación al joven mariscal de apenas 30 años de edad Antonio José de Sucre el 29 de diciembre de 1825.

### Gobierno del mariscal Antonio José de Sucre (1825-1828)

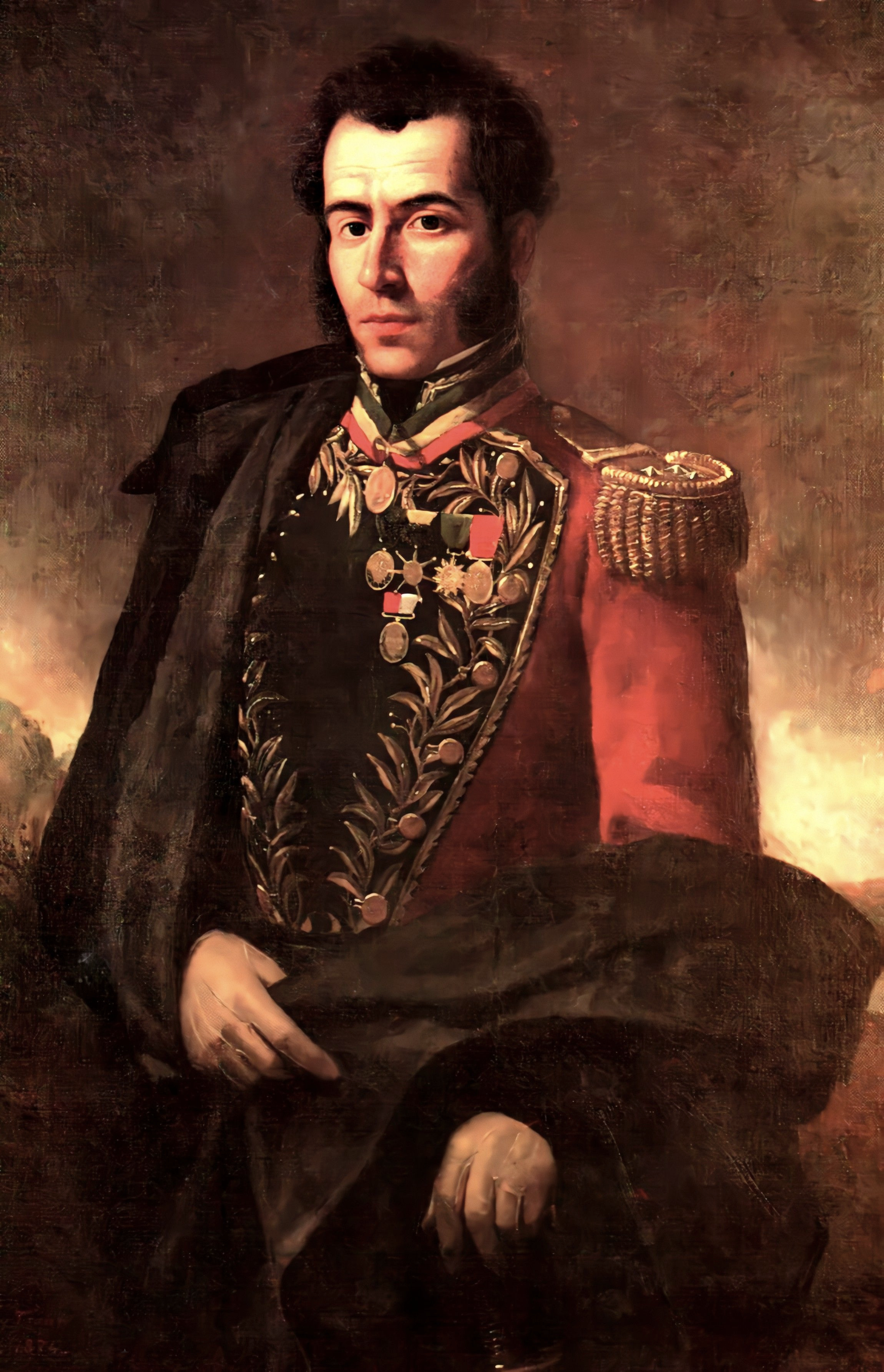
El mariscal de Ayacucho Antonio José de Sucre (1795-1830) se convirtió oficialmente en el segundo presidente de Bolivia desde 1825 hasta 1828.

Si bien mediante leyes, el libertador Simón Bolívar había logrado establecer en Bolivia las principales bases legales de la nueva nación, cabe mencionar que el gobierno del mariscal Antonio José de Sucre se caracterizó por ocuparse mayormente de reactivar la economía del país, sosteniendo una política de reformas revolucionarias que significaron un cambio muy sustancial en todos los estratos de la sociedad boliviana.
Después de 16 años de guerra (1809-1825) por la independencia de Bolivia, el nuevo país se encontraba en una muy delicada situación económica y financiera. La minería que había sido uno de los principales pilares económicos de Bolivia durante la etapa colonial, cayó casi en un 50 % pues la producción había disminuido drásticamente de producir 350 000 marcos de plata anuales en el año 1803 a solamente producir 200 000 marcos para el año 1825. A su vez, en 1826 funcionaban apenas unos 15 ingenios mineros cuando en el año 1800 estaban funcionando a plena capacidad por lo menos unos 40 ingenios mineros, así mismo muchos agricultores habían abandonado sus campos de sembradíos para enrolarse en las tropas patriotas que combatían a los españoles en donde varios de ellos llegaron a morir en combate sucediendo también lo mismo con los trabajadores mineros que una vez terminada la guerra de la independencia, alrededor de unas 10 000 minas habían quedado completamente abandonadas en todo el país. 
Las arcas del tesoro público con la que el estado boliviano nació a la vida independiente mostraban un panorama completamente terrible y desolador producto de la guerra. La situación había llegado a tal extremo que para el año 1827, alrededor de casi un 40 % de todo el presupuesto general del estado boliviano provenían solamente del "Tributo Indígena".

#### Reposición del Tributo Indígena y reformas económicas
Una vez en el poder, el mariscal Antonio José de Sucre decidió crear los dos primeros ministerios del país: el Ministerio de Ejército (que poco tiempo después se denominaría como Ministerio de Guerra) y el Ministerio de Gobierno y Hacienda ya con los cuales pudo organizar de una mejor manera las finanzas públicas de Bolivia. Para realizar sus reformas económicas, dio prioridad a las estadísticas, pues su gobierno exigió una información pormenorizada y detallada de todas las finanzas (ingresos y gastos) de los 5 departamentos de Bolivia. Con ello reglamentó las contribuciones, fundando el crédito público.
Sucre se preocupó también por la educación y la salud estableciendo varias escuelas, colegios y hospitales además de cárceles para las personas privadas de libertad. A su vez, el mariscal Sucre eliminó la antigua demarcación colonial española y realizó una nueva reorganización territorial de Bolivia, dividiéndola en departamentos, provincias y cantones. Para cumplir con sus reformas, Sucre se vio lamentablemente en la necesidad de tener que restituir nuevamente el "Tributo Indígena" mediante una ley que el congreso boliviano aprobó el 2 de agosto de 1826 y de paso le escribió posteriormente a Simón Bolívar una triste y amarga carta en donde le explicaba y le hacía conocer que no tenía otra alternativa más que su reposición pues dicho tributo aún seguía siendo todavía muy imprescindible e importante para el tesoro nacional de la nueva nación.

#### Confiscaciones a la Iglesia y equipamiento al ejército
Durante su gobierno, el mariscal Sucre tuvo tensas relaciones con la Iglesia Católica, pues para equilibrar el patrimonio del estado boliviano llegó a confiscar bienes inmuebles de la iglesia, incautó los diezmos, expulsó a las órdenes regulares (con excepción de los franciscanos), incautó edificios que pertenecían a las comunidades religiosas y se apropió de los objetos de plata destinados al culto, mandando a fundir la gran lámpara del Santuario de Copacabana para emitir moneda. Además, Sucre cerró muchas conventos de monjas, reduciéndolos al mínimo y destinando esos locales religiosos a ser empleados como cuarteles y escuelas. Entre otras de sus medidas gubernamentales, Sucre decretó la emancipación de los esclavos y proclamó la libertad de prensa en Bolivia. 
En cuanto a la política exterior, Sucre firmó el 31 de diciembre de 1826 un tratado de límites territoriales con el Perú para delimitar la frontera entre ambos países. Cabe mencionar que durante su gobierno, el año 1825 el Imperio del Brasil invadió el lejano oriente del país, ocupando la provincia de Chiquitos. En ese entonces, El Mariscal Sucre envió una carta al Emperador del Brasil pidiendo que desocupen el lugar. Sin interés en Chiquitos, los brasileños vuelven a su país. Antonio José de Sucre, quien como segundo mandatario gobernó hasta 1828, año en que una serie de revueltas le hicieron renunciar al mando presidencial.
En política de defensa, el Mariscal Sucre implantó en el ejército la enseñanza de cursos de alfabetización y aritmética básica para los sargentos y soldados de la tropa. El 1 de enero de 1827, promulgó la primera "Ley Orgánica de las Fuerzas Armadas" que se encontraba conformada por un Ejército de Línea y una Escuadra (Marina de Guerra). A su vez, adquirió un empréstito para comprar suficientes armas y municiones para la defensa de la nueva nación, además de confeccionar uniformes para la tropa. Cabe mencionar que para la defensa de la nueva nación, Sucre había logrado comprar 8000 fusiles para Bolivia de los cuales unos 3000 fueron repartidos entre todas las unidades militares (incluyendo también a las tropas colombianas que se encontraban asentadas en Bolivia desde 1825) y los otros restantes 5000 fueron almacenadas en los depósitos.

#### Motín colombiano del 18 de abril y renuncia de Sucre
El 18 de abril de 1828, las tropas colombianas con las que Sucre había ingresado a territorio boliviano en febrero de 1825 y que aún después de tres años de la independencia del país se encontraban asentadas en Bolivia, se amotinaron en la ciudad de La Plata (actual Sucre) contra el gobierno del mariscal con el argumento de que el estado boliviano no les había pagado lo que se les adeudaba. Con la intención de apaciguar y tratar de calmar los ánimos, el propio mariscal Sucre se trasladó en persona a la ciudad de La Plata para entablar un diálogo con los amotinados colombianos, pero su intento fue en vano, ya que las tropas rebeldes dispararon contra la integridad física del mariscal Sucre, hiriéndolo de gravedad en su brazo derecho.
Ya no pudiendo Antonio José de Sucre ejercer más el cargo presidencial por su complicado y delicado estado de salud (después de sufrir el ataque de las tropas colombianas), delegó el mando de la nación a su ministro de guerra José María Pérez de Urdininea que a la vez se desempeñaba también en ese momento como jefe del consejo de ministros.

### Gobierno de José María Pérez de Urdininea (1828)

General José María Pérez de Urdininea (1784-1865) fue el tercer presidente de Bolivia en 1828.

A José María Pérez de Urdininea le tocó afrontar uno de los momentos más difíciles del nuevo país que se encontraba asediado por su principal vecino durante esa época, el Perú. 
El presidente del Perú José de La Mar (1776-1830) viendo la inestabilidad política del país y aprovechando el delicado estado de salud del mariscal Antonio José de Sucre (que había delegado el poder al gobierno interino de José María Pérez de Urdidinea), decidió invadir el territorio boliviano con el objetivo de anexar Bolivia al Perú. Para lograr aquello, el presidente peruano preparó una fuerza militar invasora de 5000 hombres al mando del general cuzqueño Agustín Gamarra (1785-1841) quien, luego de cruzar con sus tropas el río Desaguadero, ocupó la ciudad de La Paz, la ciudad de Oruro y avanzó cerca de la ciudad de Cochabamba. 
El presidente Pérez de Urdininea no tuvo una actuación decidida para enfrentar la invasión extranjera, en cambio el general boliviano Pedro Blanco Soto (1795-1829), quien durante ese momento ocupaba el alto cargo de segundo comandante del ejército de Bolivia, se había convertido en partidario y fiel seguidor de las ideas del general peruano Agustín Gamarra de anexar territorio boliviano al Perú y se unió a él. 
El presidente José María Pérez de Urdininea, furioso por la traición y en vez de enfrentar al ejército invasor, ordenó más bien perseguir y capturar a Pedro Blanco Soto, dejando de esa manera plena libertad de acción a las tropas peruanas de Gamarra en territorio nacional.

#### Tratado de Piquiza de 1828
Finalmente, ante la inacción del ejército boliviano y ya con el ejército invasor cerca de las puertas de la ciudad de Sucre (capital boliviana), el general peruano Gamarra impuso sus condiciones a Bolivia en el Tratado de Piquiza que el país se vio obligado a firmar el 6 de julio de 1828, ante la grave amenaza peruana. En dicho tratado se estipulaba lo siguiente: 
1.- Salida inmediata de todas las tropas colombianas del territorio boliviano (que después de 3 años todavía permanecían en Bolivia desde 1825).
2.- Convocatoria a una asamblea para aceptar la "renuncia definitiva" a la presidencia de Bolivia del Mariscal de Ayacucho Antonio José de Sucre 
3.- Designación de un nuevo gobierno provisorio 
4.- Abolición de la Constitución Boliviana (que tenía un carácter de presidencia vitalicia) que Simón Bolívar había dejado a Bolivia en 1826.
Una vez conformada la asamblea boliviana, ésta finalmente decidió el 2 de agosto de 1828 aceptar (la obligada) renuncia definitiva a la presidencia del mariscal Sucre y a la vez se procedió también a elegir como nuevo presidente de Bolivia a un todavía desconocido joven mariscal de 36 años de edad de nombre Andrés de Santa Cruz y Calahumana (1792-1865) que durante ese momento se encontraba ocupando el cargo de embajador del Perú en Chile y a su vez se eligió también como Vicepresidente de Bolivia al general José Miguel de Velasco (1795-1859) quien era otro joven militar boliviano de 33 años de edad. Cabe mencionar que antes de irse del país (siendo obligado por los invasores), el mariscal Antonio José se Sucre dejó una última y emotiva carta de despedida para toda la población boliviana que entre sus párrafos finales decía lo siguiente:

"Aún pediré otro premio a la nación y a sus administradores, el de no destruir la obra de mi creación; de conservar de entre todos los peligros la Independencia de Bolivia."
Mariscal de Ayacucho Antonio José de Sucre (Ciudad de La Plata, 2 de agosto de 1828).

Este último y profundo mensaje del mariscal Sucre quedaría grabado para siempre en la memoria, corazón y alma del pueblo boliviano que serviría luego para rechazar futuras invasiones al territorio boliviano no solo del Perú sino también de Argentina años más tarde, así como también de Brasil durante la guerra del Acre (1899-1903) y de Paraguay durante la guerra del Chaco (1932-1935) además de otras fallidas pretensiones extranjeras de intentar anexar Bolivia a otros países.

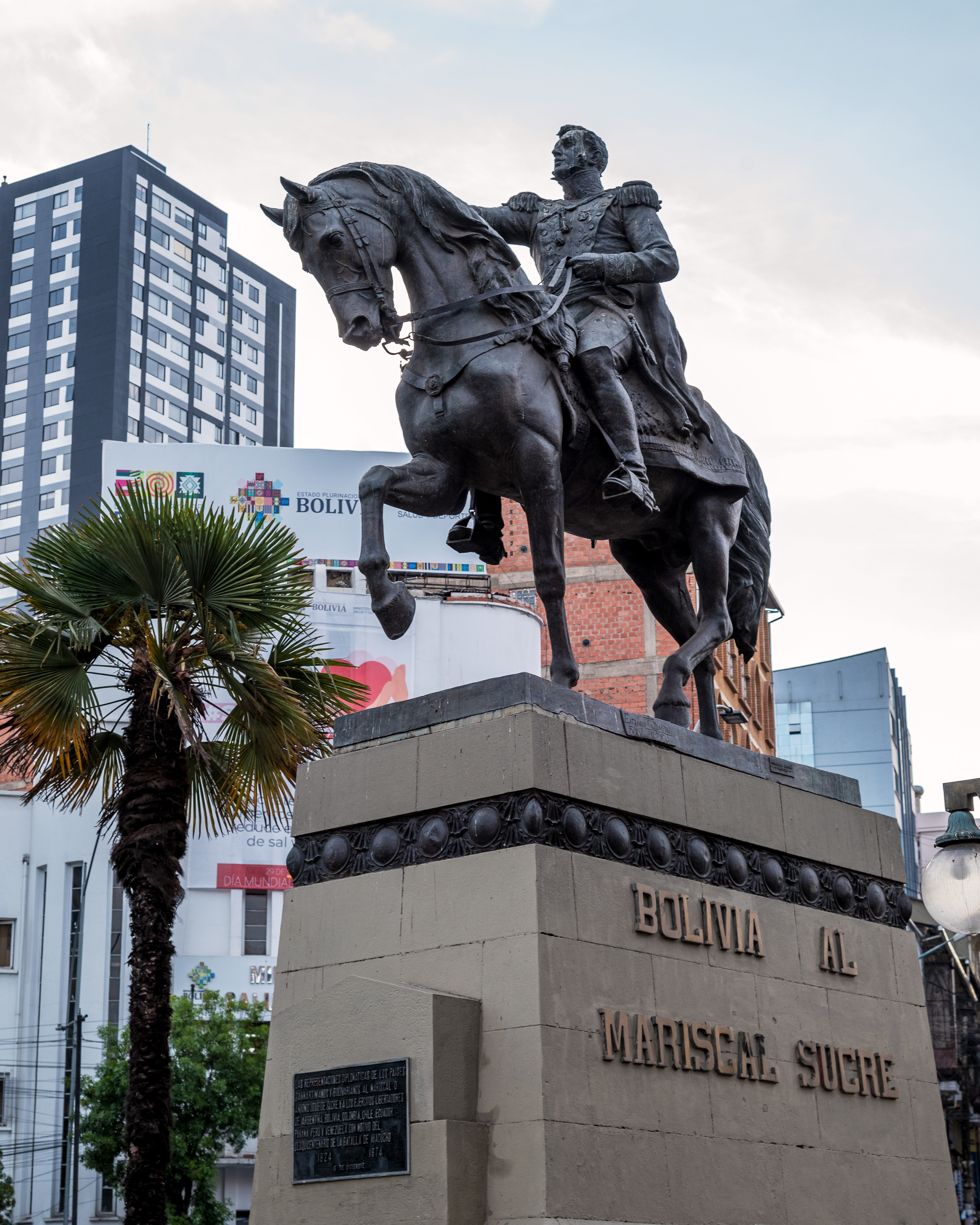
Monumento en homenaje al Mariscal de Ayacucho Antonio José de Sucre ubicado en el centro histórico de la ciudad de La Paz.

### Gobiernos de José Miguel de Velasco y Pedro Blanco (1828-1829)
Después de la firma del Tratado de Piquiza y la posterior renuncia y salida del país del mariscal Sucre, el congreso decide dar la presidencia interina de Bolivia al general cruceño José Miguel de Velasco mientras la nación esperaba la llegada desde Chile del mariscal Andrés de Santa Cruz y Calahumana para que asumiera el mando del país. Pero cabe mencionar que el Tratado de Piquiza y la elección del congreso boliviano de agosto de 1828, no habían satisfecho por completo las aspiraciones peruanas. La influencia de los aliados que el general peruano Agustín Gamarra tenía en Bolivia, forzaron nuevamente a reunir otra nueva asamblea en diciembre de 1828 y la cual esta vez respondiera verdaderamente a los intereses peruanos que pretendían anexionar Bolivia al Perú.

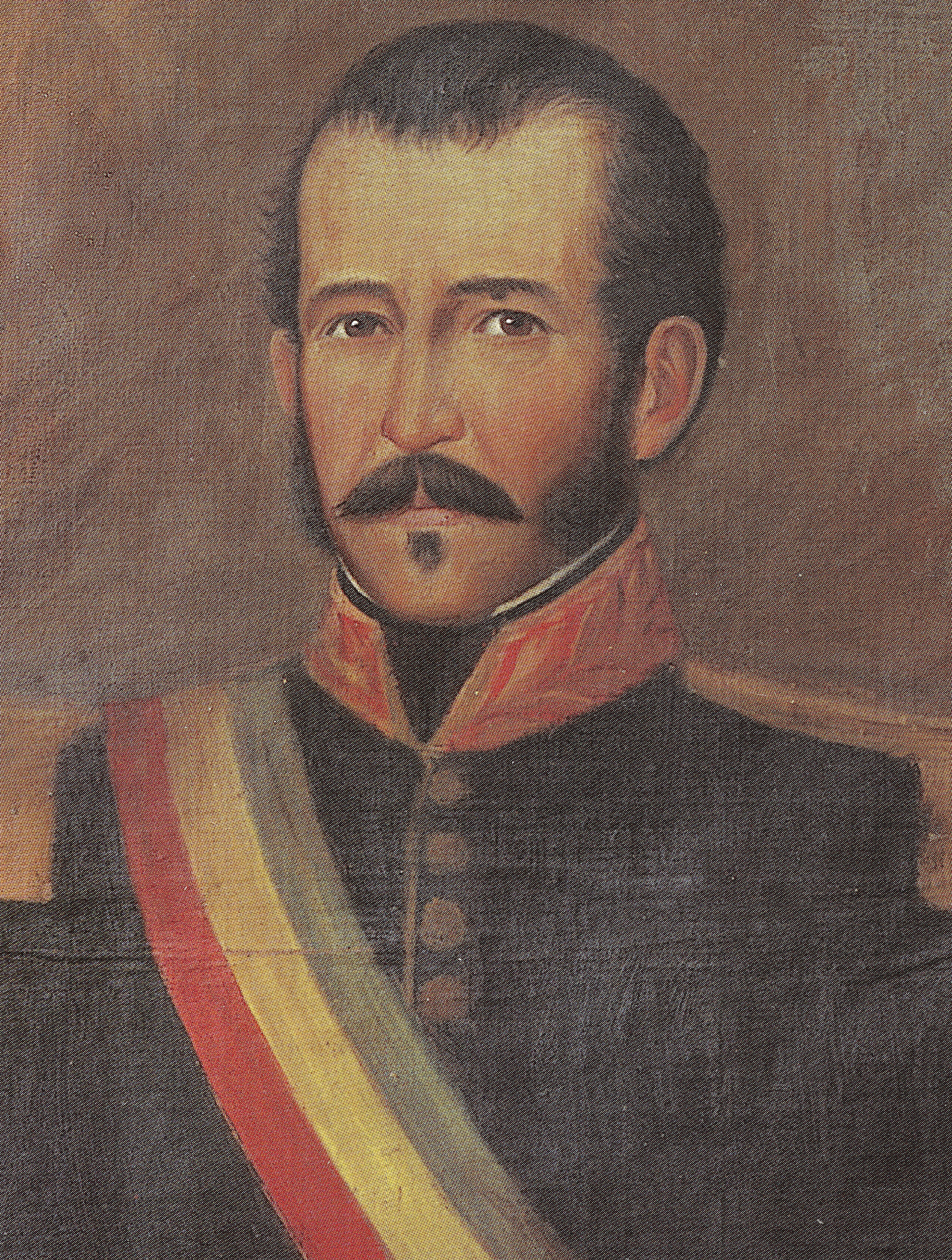
Pedro Blanco Soto (1795-1829) fue uno de los presidentes más jóvenes de Bolivia pero a la vez fue también el presidente que menos tiempo gobernó el país, apenas unos 5 días antes de su asesinato en año nuevo.

El 18 de diciembre de 1828 un levantamiento militar liderado por el general boliviano José Ramón de Loayza (Pro-Peruano) logra derrocar del poder al vicepresidente José Miguel de Velasco. Posteriormente una vez reunido el nuevo congreso boliviano (Pro-Peruano) formado en diciembre de ese mismo año, decide designar como nuevo presidente de Bolivia al general Pedro Blanco Soto (Pro-Peruano) y a José Ramón Loayza como Vicepresidente de Bolivia. Mientras aún se esperaba la llegada de Pedro Blanco a la ciudad de La Plata (ciudad de Sucre) para su posesión, en ese momento tomó de manera interina el mando de la nación por 8 días el general Loayza. Finalmente Blanco arribó a la capital boliviana y se posesionó en el cargo presidencial el 26 de diciembre de 1828, sin embargo cabe mencionar que su gobierno pasaría a la historia de Bolivia por ser uno de los más cortos del país, pues solamente llegó a gobernar apenas unos 5 días cuando fue derrocado y asesinado el 1 de enero de 1829. 
Su derrocamiento se había llevado a cabo cuando un grupo de militares nacionalistas bolivianos (entre los que se encontraban Mariano Armaza, Manuel Vera y José Ballivián) quienes indignados y cansados por la demasiada y descarada injerencia peruana en Bolivia, se levantaron contra el presidente Pedro Blanco Soto y luego de derrocarlo del poder, decidieron secuestrarlo para finalmente asesinarlo a primeras horas de la madrugada del 1 de enero de 1829 en pleno año nuevo. Ante la trágica muerte de Blanco, el congreso boliviano procedió a elegir nuevamente al Mariscal Andrés de Santa Cruz. Mientras se esperaba la llegada de Santa Cruz al país, volvió a asumir nuevamente la presidencia de manera interina el general José Miguel de Velasco.

### Gobierno del mariscal Andrés de Santa Cruz (1829-1839)

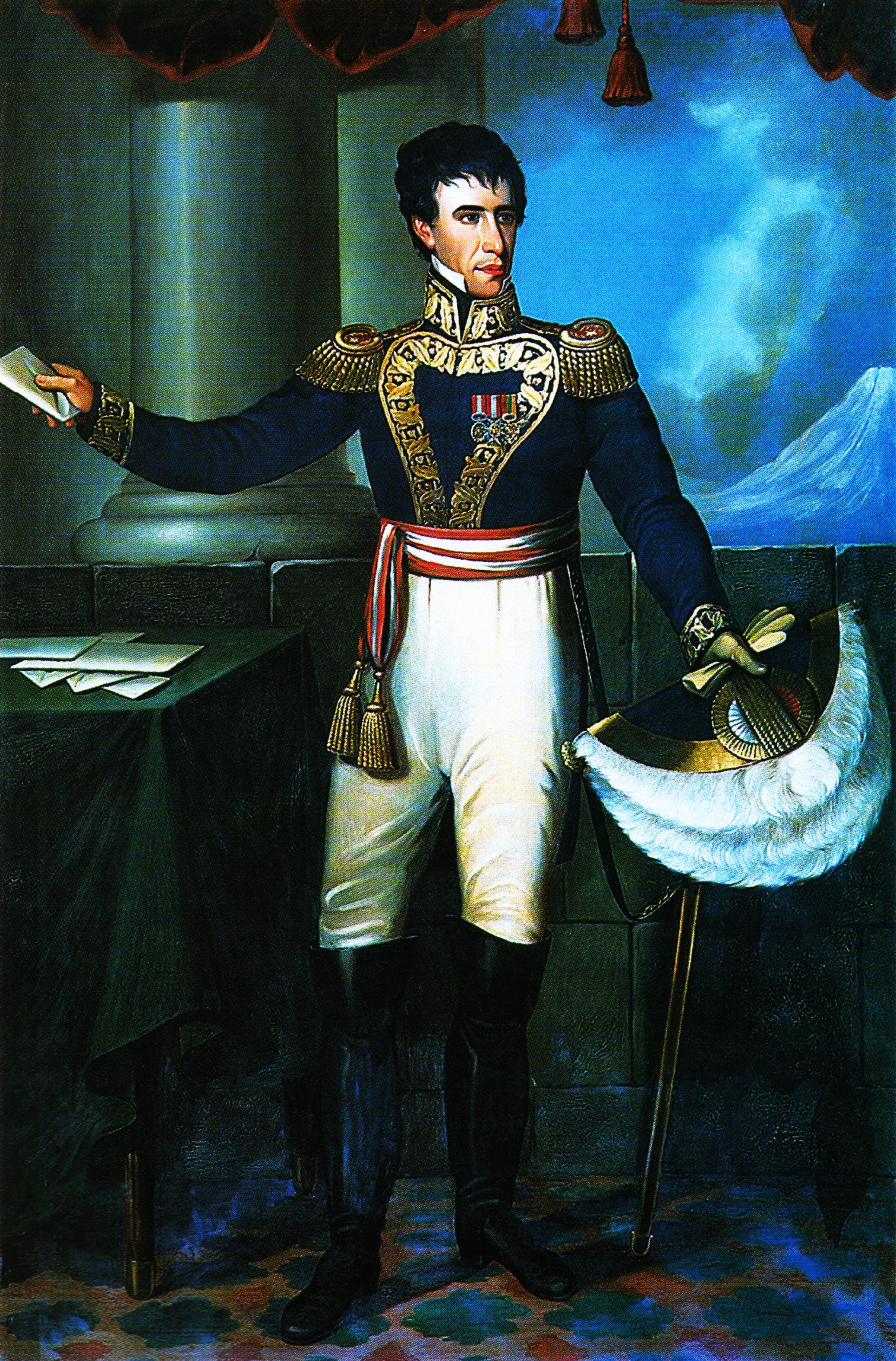
El mariscal de Zepita Andrés de Santa Cruz (1792-1865) logró gobernar a Bolivia por lo menos durante 10 largos años (una década) desde 1829 hasta 1839.

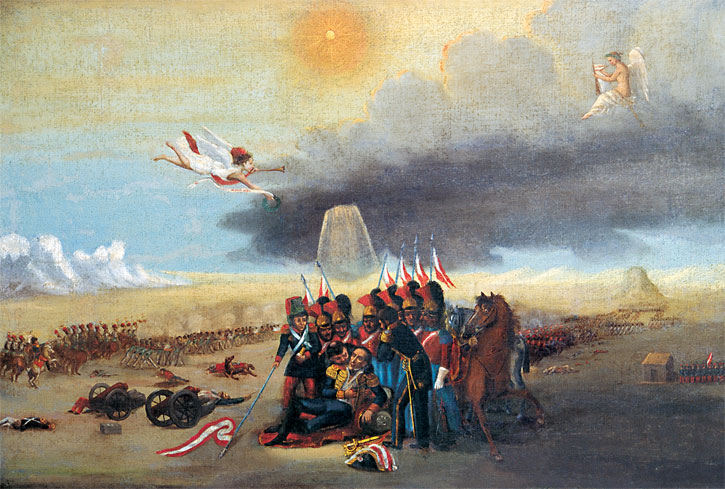
Batalla de Ingavi y muerte de Gamarra. óleo anónimo del Museo Nacional de Historia de Lima.

Después de unos meses de inestabilidad política, finalmente la Asamblea Nacional decidió elegir como presidente provisorio al mariscal Andrés de Santa Cruz el 31 de enero de 1829. Santa Cruz se convirtió en una de las figura centrales del período independiente de Bolivia al constituirse en el principal forjador y organizador del Estado boliviano, además de ordenador e instructor en tácticas napoleónicas del Ejército Boliviano. 
Partiendo desde Santiago de Chile y pasando por las ciudades de Arequipa y Puno, Santa Cruz llega finalmente al territorio boliviano el 19 de mayo de 1829 arribando a la ciudad de La Paz donde es recibido calurosamente y aclamado por el pueblo boliviano como el salvador de la patria. El 24 de mayo de ese miso año juramenta en su cargo ante el prefecto de La Paz el general José Ballivián. Cabe mencionar que cuando Santa Cruz llegó a Bolivia, encontró un país totalmente desorganizado, muy gravemente afectado por la inestabilidad y desgobierno producido luego de la obligada salida del mariscal Antonio José de Sucre a causa de la invasión del general peruano Agustín Gamarra desde el Perú, además que el país se encontraba casi en un desastre económico a causa del pago que la Asamblea de 1825 se había comprometido con el ejército colombiano que acompañó a Antonio José de Sucre hasta Bolivia. Para levantar al país, Santa Cruz se puso inmediatamente manos a la obra, estableciendo un orden muy riguroso que le daba la capacidad de disolver el congreso si así lo creía necesario.
En cuanto a la política educativa, Santa Cruz preocupado por la educación del país fundó en la ciudad de La Paz la Universidad Mayor de San Andrés (UMSA) en 1830 y la Universidad Mayor de San Simón (UMSS) en la ciudad de Cochabamba en 1832. Creó escuelas y colegios de artes y oficios además de establecer reglas adecuadas para la educación de los niños. 

#### Los Códigos"Santa Cruz"
Hasta antes de la llegada de Santa Cruz al poder, en Bolivia todavía se seguía aplicando en materia judicial los antiguos códigos coloniales españoles, los cuales algunos de ellos ya estaban obsoletos para la época. Para modernizar la justicia boliviana, Andrés de Santa Cruz designó una comisión jurídica que se encargó de implementar en el país el Código Civil, el Código Penal y el Código de Procedimientos en 1831 y luego el Código Mercantil y el Código de Minería en 1834. Con esto Bolivia pasó a ser la república más moderna y ordenada de Sudamérica en cuanto a su derecho se refiere, siendo inclusive ejemplo para otros países del continente. Cabe destacar que el tenor de estos primeros códigos era moderno y basado sobre todo en el liberalismo francés de la época, expresado en los códigos napoleónicos, garantizando de esa manera la propiedad privada, el liberalismo y el derecho de cada ciudadano.

#### Confederación Perú-Boliviana
La efectividad del reformado ejército quedó en evidencia cuando el presidente Orbegoso del Perú solicita ayuda a Santa Cruz para recuperar el poder político y territorial de su país. Las tropas bolivianas derrotan al sublevado Felipe Salaverry, y Orbegoso, a cambio de la ayuda militar, accede a formar la Confederación Perú-Boliviana que se inicia en 1837 con el Mariscal Santa Cruz como su Protector y conformado por los estados Nor Peruano, Sur Peruano y Bolivia. 

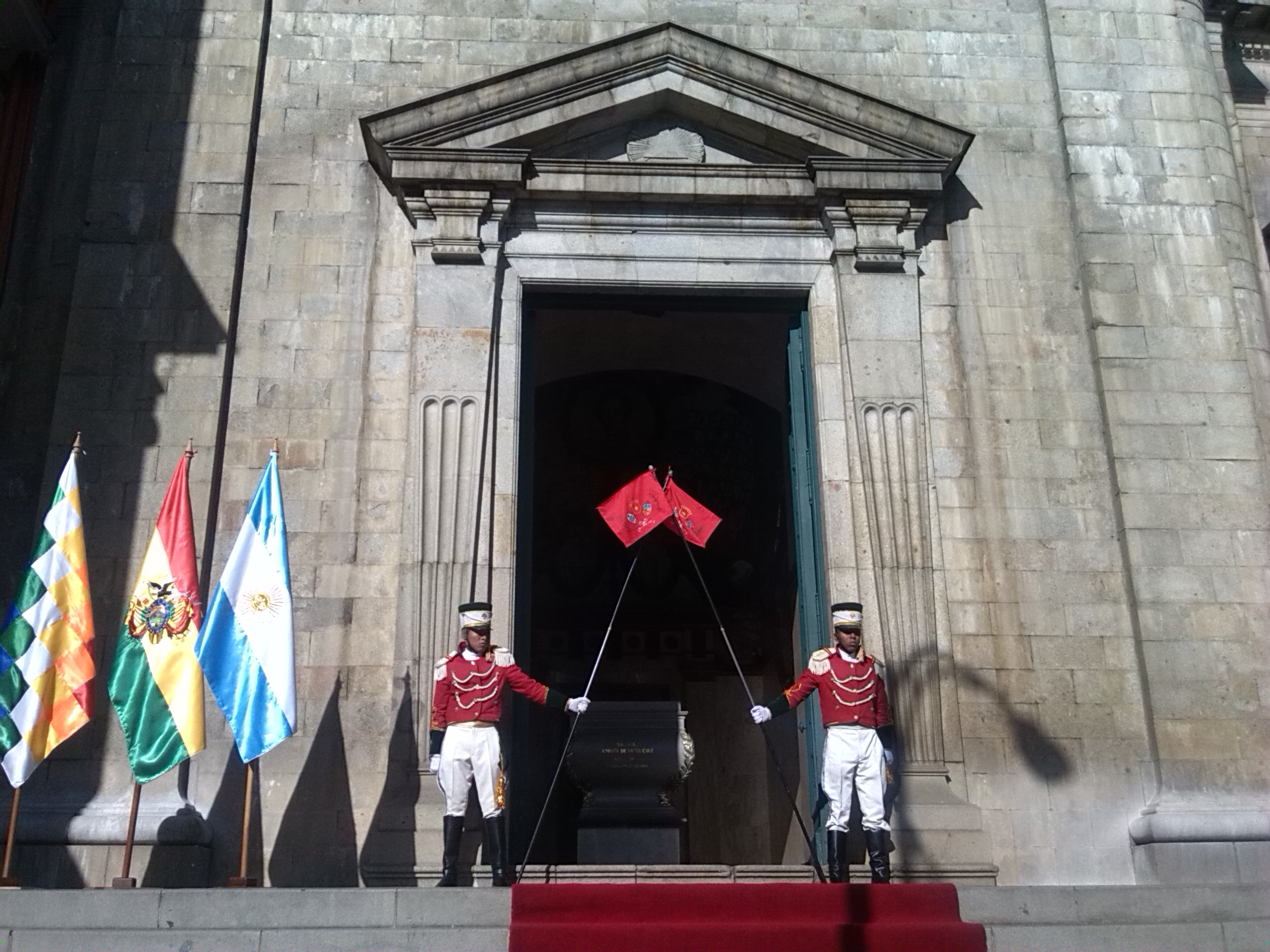
Vista de la Catedral Metropolitana de la ciudad de La Paz que actualmente alberga la tumba donde descansan los restos del Gran Mariscal de Zepita Andrés de Santa Cruz y Calahumana que fueron repatriados desde Francia hasta Bolivia (después de 100 años de su muerte en 1865), siendo celosamente custodiado y vigilado todos los días por una "Guardia de Honor" desde 1965, compuesta por soldados del Ejército de Bolivia que al igual que el Gobierno de Bolivia también le rinden el respectivo reconocimiento y homenaje oficial, portando la bandera de la Confederación Perú-Boliviana.

Bolivia vivió su época de mayor esplendor durante la presidencia del Mariscal Andrés de Santa Cruz. Este periodo se caracterizó por un gran desarrollo económico y avance político y social, el mayor de la historia boliviana. Sin embargo, la Confederación Perú-Boliviana no logra consolidarse debido a que Chile, la Confederación Argentina y peruanos contrarios a Santa Cruz se oponen a su conformación. Entre 1837 y 1839, se suscita la Guerra contra la Confederación Perú-Boliviana. En la primera fase de la guerra, la Confederación sale victoriosa frente a la invasión Argentina Chilena, produciéndose la retirada de las fuerzas enemigas y la firma del Tratado de Paucarpata. En la segunda fase, el Ejército Unido Restaurador compuesto por chilenos y peruanos contrarios a Santa Cruz, se produjo la Batalla de Yungay que define la disolución de la Confederación Perú-Boliviana en 1839 y el derrocamiento de Santa Cruz.

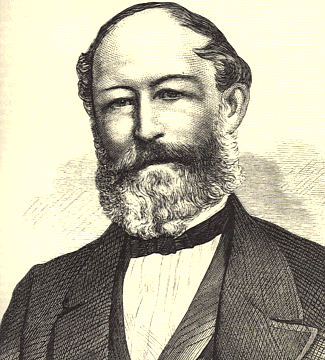
Mariscal Braun, héroe de la emancipación americana y ministro del Interior de la Confederación Perú-Boliviana.

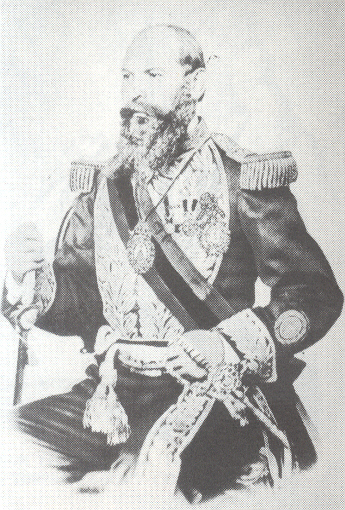
Mariano Melgarejo, 19.º presidente de Bolivia.

Las fuerzas del gobernador de Buenos Aires Juan Manuel de Rosas también intervinieron contra la Confederación por ser refugio de sus opositores políticos, los unitarios. Bolivia con el general alemán Otto Philipp Braun como comandante, concentró sus tropas en Tupiza y a fines de agosto de 1837 ingresó en la provincia de Jujuy. Los soldados confederados tuvieron varias victorias, llegando a ocupar sectores fronterizos de las provincias de Jujuy y Salta y tras una serie de contraataques argentinos, estos invaden territorio boliviano. Los argentinos fueron derrotados en la Batalla de Montenegro. El 22 de agosto de 1838, las tropas argentinas se retiran y tras los sucesos de Yungay, se pone fin a la guerra.

## Caudillismo (1841-1880)
Después de la victoria boliviana en la Batalla de Ingavi, la cual prácticamente consolidó la soberanía de Bolivia y culminó exitosamente contra cualquier amenaza extranjera por parte de sus países vecinos de intentar hacer desaparecer a la joven nación, cabe mencionar que el país continuó luego con un periodo de "caudillismo" tanto militar como civil, cuyos líderes poseían muy poca o casi nada de convicción democrática sobre el respeto a las elecciones. Dicho periodo de la Historia de la Bolivia comenzaría a partir del año 1841 y se extendería por casi 40 años (cuatro décadas) hasta 1880. Si bien ya desde este periodo hubo elecciones presidenciales, estas a menudo no se respetaban, pues los candidatos perdedores no reconocían ni aceptaban su derrota e inmediatamente se ponían a conspirar para derrocar al nuevo presidente que había sido elegido mediante las urnas, el cual finalmente no llegaba a terminar su periodo constitucional de mandato por diferentes motivos entre ellos principalmente debido a los constantes levantamientos militares, revoluciones y golpes de estado que caracterizó este periodo de la historia de Bolivia.

### Gobierno del mariscal José Ballivián (1841-1847)

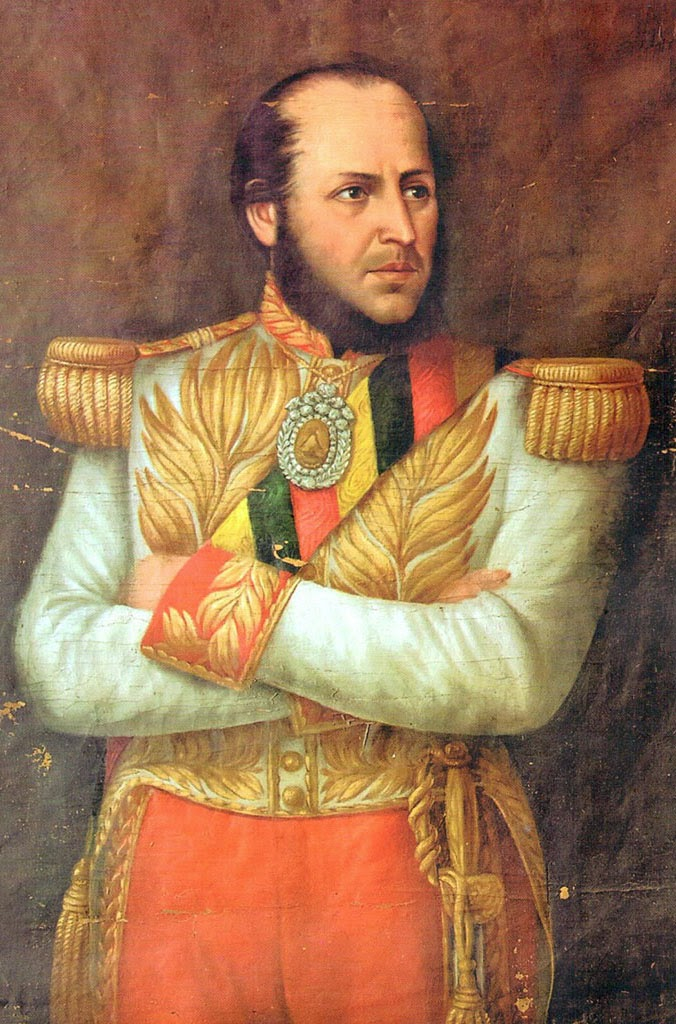
Mariscal José Ballivián (1805-1852) gobernó Bolivia durante 6 años desde 1841 hasta 1847.

Tras la desaparición de la Confederación Perú-Boliviana, Bolivia vivió un período de anarquía y enfrentamientos políticos entre partidarios y contrarios de la unión con el Perú. El presidente peruano Agustín Gamarra, ideólogo de la anexión de Bolivia al Perú, aprovechándose de la situación decidió invadir territorio boliviano llegando a ocupar varias zonas del Departamento de La Paz. Ante esta circunstancia, los bolivianos deciden unirse ante un enemigo común y le dejan los poderes del Estado a José Ballivián. El 18 de noviembre de 1841 acaeció la Batalla de Ingavi, en la que el Ejército Boliviano derrota a las tropas peruanas de Gamarra (muerto en la batalla). Tras la batalla de Ingavi, tropas de la Segunda División boliviana al mando del general José Ballivián ocupan el Perú desde Moquegua hasta Tarapacá. Se abren entonces diversos frentes de lucha en el sur peruano. El Ejército boliviano no contaba con tropas suficientes para mantener la ocupación. En la batalla de Tarapacá, montoneros peruanos formados por el mayor Juan Buendía, derrotaron el 7 de enero de 1842 al destacamento dirigido por el coronel José María García, quien muere en el enfrentamiento. Así, las tropas bolivianas desocupan Tacna, Arica y Tarapacá en febrero de 1842, replegándose hacia Moquegua y Puno.
Los combates de Motoni y Orurillo expulsan e inician posteriormente la retirada de las fuerzas bolivianas que ocuparon territorio peruano, amenazando nuevamente a Bolivia de sufrir una invasión. Tras ello se firma el Tratado de Puno, si bien no resolvió el conflicto limítrofe entre ambos países.

### Gobierno de Manuel Isidoro Belzú (1848-1855)

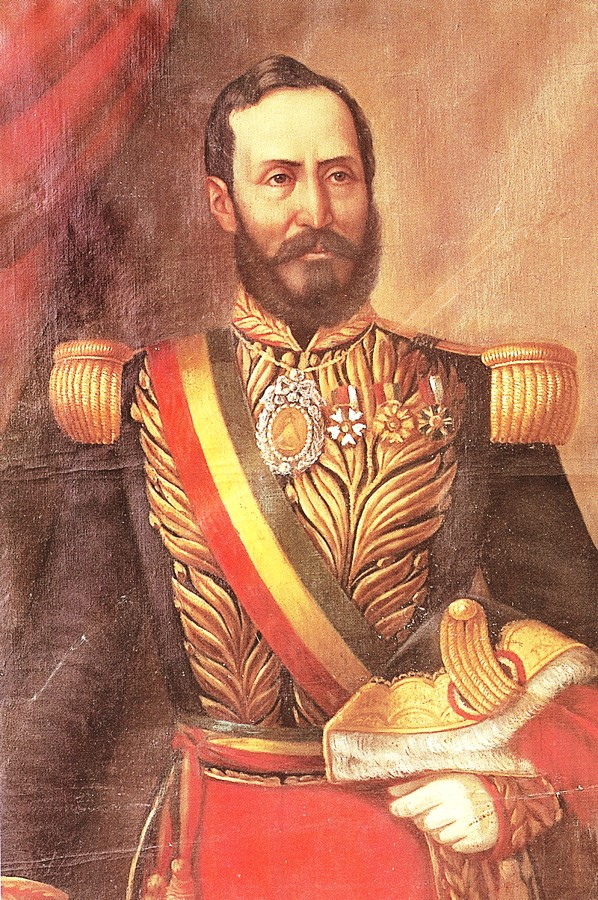
Manuel Isidoro Belzu (1808-1865) gobernó Bolivia durante 7 años desde 1848 hasta 1855.

Nuevas revueltas promovidas en parte por Velasco, que ocupó por cuarta vez el poder; contribuyeron a sucederle una serie de gobiernos militares: el más importante de ellos es quizá el gobierno populista de Manuel Isidoro Belzu entre los años 1848 y 1855. En septiembre de 1857 una revolución otorga el mando presidencial a un civil, José María Linares Lizarazu; en cuyo gobierno se redujo el poder del ejército para que no incubase nuevas revoluciones. Además innovó en la organización judicial y administrativa: en el año 1859 se publicó el primer mapa de Bolivia, trazado por Lucio Camacho con base en datos aportados por los generales Mariano Mejía y Juan Ondarza. Derrocado por un golpe de Estado en 1861, le sucedió José María de Achá, uno de los miembros del triunvirato que encabezó la conjura. Dictó la Ley de Imprenta, implantó el servicio de correos con el uso de estampillas, fundó la población de Rurrenabaque y mediante un nuevo golpe militar en el año 1864 tomó el poder Mariano Melgarejo, cuyo gobierno tuvo negativas consecuencias para el país. Disposiciones arbitrarias e irrazonables determinaron inconvenientes acuerdos con Brasil y Chile, que hicieron perder a Bolivia grandes extensiones de su territorio.

### Gobierno de Jorge Córdova (1855-1857)

#### Elecciones presidenciales de 1855

Jorge Córdova (1822-1861) gobernó Bolivia durante 2 años desde 1855 hasta 1857

Jorge Córdova, yerno de Manuel Isidoro Belzú se presentó a las elecciones presidenciales de 1855 y logró ganar con el 67% de la votación total. Una vez ya en la presidencia, el abogado potosino José María Linares que había salido en segundo lugar en los comicios no aceptó su derrota y empezó a conspirar contra el nuevo gobierno con la intención de derrocarlo, realizando junto a sus seguidores un levantamiento militar en la Provincia Omasuyos del Departamento de La Paz. Si bien los revolucionarios Linaristas son vencidos por el coronel Demetrio Molina en el Combate de Pucarani el 18 de septiembre de ese año, sin embargo comenzarían a aparecer otros levantamientos militares en otras partes del país, siendo uno de ellos en la localidad de Coro Coro y el otro en la ciudad de Tarija, encabezado por el general tarijeño Celedonio Ávila, pero al final el gobierno de Córdova logra desbaratar estas sublevaciones. 
Jorge Córdova se ha caracterizado y ha pasado a la historia del país por perdonar la vida a los sentenciados a muerte. Pero después de un tiempo, el 9 de septiembre de 1857, José María Linares vuelve nuevamente a aparecer en la escena pública y política del país. Se autoproclama presidente de Bolivia en la ciudad de Oruro y avanza hacía Cochabamba. Córdova que en ese momento se encontraba en la ciudad de Sucre parte rumbo a Oruro y de ahí avanza hacía Cochabamba para dar combate a Linares, pero finalmente sus tropas desertan y se unen al lado Linarista. Córdova derrocado huye a Perú para salvar su vida

### Gobierno de José María Linares (1857-1861)

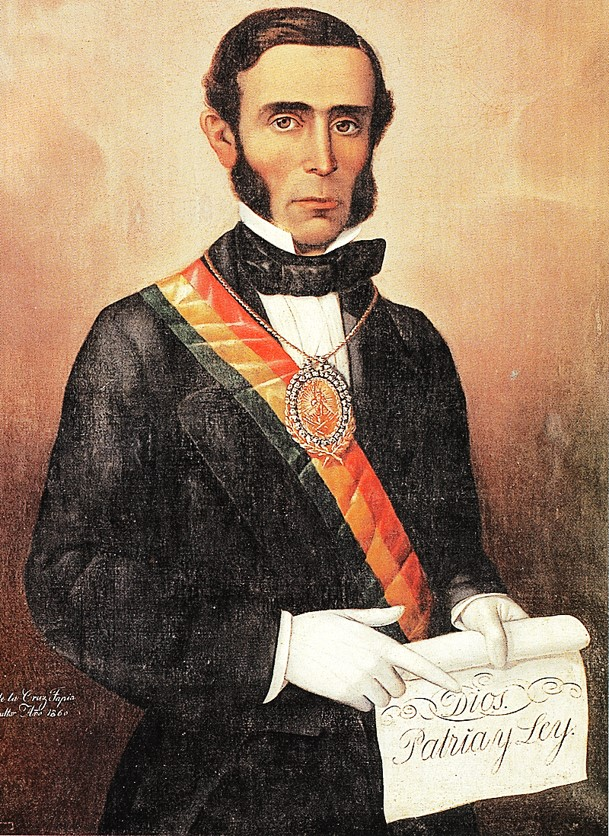
José María Linares (1808-1861) fue el primer mandatario civil que gobernó a Bolivia durante 4 años desde 1857 hasta 1861. En sus manos sostiene un pergamino donde se puede descifrar la frase "Dios, Patria y Ley".

#### Reducción del Ejército
Después de haber financiado varios levantamientos, revueltas y motines militares desde 1848, finalmente el abogado potosino José María Linares asume la presidencia de Bolivia luego de haber derrocado al presidente Jorge Córdova en septiembre de 1857 al contar con el apoyo del pueblo de Cochabamba. Cabe mencionar que durante toda su vida Linares se había caracterizado por ser un hombre completamente moralista y austero pues quiso aplicar lo mismo en el país y de un solo golpe Linares redujo en un 80 % la cantidad de efectivos militares del Ejército de Bolivia pasando de unos 6000 hombres a solo 1200 hombres con un lapidario discurso que señalaba que era "echar a la calle a 4800 vagabundos" quienes obviamente se convirtieron en sus primeros enemigos que al largo plazo de tiempo serían esos mismos militares los principales protagonistas de su derrocamiento unos cuatro años más tarde en 1861.

#### Librecambismo
En la política económica se oponía al proteccionismo pues su gobierno adoptó la doctrina del librecambismo y para ello Linares disminuyó la protección estatal a la industria local de textiles. Estuvo en contra de la moneda feble al ordenar cerrar y clausurar la Casa de la Moneda instalada en la ciudad de La Paz durante el gobierno del expresidente Manuel Isidoro Belzu (1848-1855). Si bien Linares no estaba a favor de la moneda feble sin embargo no la llegó a suprimir por completo, en vez de eso mandó más bien a establecer la acuñación de monedas de plata en la ciudad de Potosí.

#### Reducción de salarios de los funcionarios públicos
En cuanto a la política fiscal, Linares adoptó la austeridad llegando a reducir los salarios de los empleados públicos que trabajaban en el estado boliviano. Linares se preocupó también por la justicia y para ello se promulgó durante su gobierno la aprobación de una nueva "Ley de Organización Judicial", instalándose las Cortes y Tribunales de Justicia en todo el país. El 5 de marzo de 1858 se promulgó también la Ley del Notario y el 10 de mayo del mismo año, se publicó por primera vez la Gaceta Judicial editada desde la ciudad de Sucre.

#### Primer mapa oficial de Bolivia
En cuanto a política exploratoria, Linares mandó a elaborar por primera vez el "Primer Mapa Oficial de Bolivia" para establecer los límites del gran país que se había heredado de la época de la colonia. El teniente coronel Juan Ondarza presentó los primeros ejemplares de dicho mapa el 10 de septiembre de 1859 y el cual se había editado en la ciudad de Nueva York en Estados Unidos. Linares se preocupó también por la población indígena boliviana mandando a prohibir a todos los jefes políticos, militares, policías, clero y demás funcionarios públicos a ocupar a los indígenas en faenas personales, debiendo primero suscribirse contratos de trabajo con los indígenas. Aunque en la práctica casi raras veces se llegaría a cumplir y aplicar esta ordenanza.
En cuanto a la política minera el gobierno de linares trató de impulsar la refinación de metales en Bolivia y para ello declaró que todos los metales (que no fueran plata) podían ingresar libremente al país pero siempre y cuando que se fundieran para su refinación en Bolivia.

### Gobierno de José María Achá (1861-1864)

José María Achá subió al poder mediante un golpe de Estado en enero de 1861 y fue derrocado mediante otro golpe de Estado en diciembre de 1864.

El gobierno de José María Linares fue derrocado en enero de 1861 mediante un golpe de Estado llevado a cabo por José María Achá, Ruperto Fernández y Manuel Antonio Sánchez quienes eran sus más cercanos colaboradores. Luego de subir al poder, los tres personajes conformaron un triunvirato que solamente duraría por un tiempo de apenas 4 meses hasta que finalmente Achá se quedaría con todo el poder comenzando su gobierno el 4 de mayo de 1861. 
Pero una vez en el poder, Achá no quería gobernar como un presidente de facto sino de manera constitucional y para ello convocó el 1 de mayo de 1861 a una asamblea constituyente para que redactara una nueva constitución (la séptima desde la Independencia de Bolivia en 1825). El 4 de mayo de 1861 el congreso reunido procedió a votar y con 20 de los 36 votos se decidió elegir presidente de Bolivia a José María Achá. 

#### Matanzas de Yáñez
Durante su mandato presidencial ocurrió lo que se conoció como las terribles "Matanzas de Yañéz" en donde más de medio centenar de personas fueron cruelmente asesinadas sin previo juicio en la ciudad de La Paz en la entonces Plaza de Armas (actual Plaza Murillo) la noche del 23 de octubre de 1861. Los acontecimientos se dieron ante la ausencia del presidente Achá que durante esos días se encontraba en la ciudad de Sucre, el teniente coronel Plácido Yáñez decidió aprehender en La Paz a varias adversarios políticos del gobierno, la mayoría de ellos eran ex autoridades "Belcistas" (seguidores del expresidente Manuel Isidoro Belzu) pues cabe mencionar que Yáñez les tenía un gran odio y rencor ya que durante los gobiernos de Belzú (1848-1855) y Córdova (1855-1857) había sido también víctima de la persecución política, y en venganza de aquello, dio la orden para proceder con los asesinatos, acusando a las víctimas de supuestamente conspirar para derrocar al gobierno del presidente José María Achá. Lamentablemente, nadie sería juzgado por este grave delito, pues el mismo Yáñez murió linchado apenas un mes después a manos de la propia población, que se encontraba indignada y furiosa por lo que había sucedido.
Durante el gobierno de Achá se llevaron a cabo elecciones generales en donde el presidente ganó con alrededor de 16 393 votos. Descontento por haber perdido en las urnas, el general Gregorio Pérez reunió un ejército de más de 1000 hombres y decidió dar un golpe de Estado a Achá sin embargo su revuelta sería aplastada por las tropas del coronel Mariano Melgarejo Valencia. En cuanto a política agraria, Achá emitió el decreto del 28 de febrero de 1863 que establecía el derecho a que los indígenas tuvieran acceso a una porción pequeña de la tierra pues cabe recordar que durante esa época había grandes hacendados y propietarios de tierras que no otorgaban a sus siervos indígenas el derecho a poseer ni siquiera una pequeña parte de la tierra en donde vivían. Aunque en la práctica, rara vez se llegó a cumplir dicha normativa.

#### Ocupación chilena de Mejillones
En cuanto a la política exterior, durante su gobierno, Chile ocupó el puerto boliviano de mejillones lo que conllevó a protesta de la cancillería boliviana. De manera urgente, el congreso boliviano se reunió en la ciudad de Oruro y se aprobó una ley que daba autorización al poder ejecutivo a declarar la guerra a Chile en caso de que se agotase todas las medidas pacíficas y negociaciones diplomáticas. Si bien el problema no pasó a mayores sin embargo este incidente sería un antecedente que desencadenaría años después en la guerra del Pacífico (1879-1880).

### Gobierno de Mariano Melgarejo Valencia (1864-1871)

Presidente Mariano Melgarejo Valencia (1820-1871), gobernó Bolivia de manera terriblemente dictatorial y despótica durante 6 años desde diciembre de 1864 hasta su caída del poder en enero de 1871. Su gobierno es famosamente conocido en Bolivia como el "Sexenio Melgarejista".

Melgarejo subió al poder mediante un golpe de Estado el 28 de diciembre de 1864, estuvo en el poder durante 6 años hasta enero de 1871 cuando fue derrocado por la propia población paceña que se encontraban cansada ya de su despótico y autoritario gobierno. Mariano Melgarejo pasó a la historia de Bolivia por haber firmado tratados lesivos para el país en favor de Chile y Brasil que traerían luego problemas legales y territoriales a Bolivia con sus vecinos, especialmente con Chile.

### Gobierno de Agustín Morales Hernández (1871-1872)

Presidente Agustín Morales Hernández (1808-1872) gobernó el país desde 1871 hasta 1872 luego de haber logrado la gran hazaña de derrocar al terrorífico gobierno del temible Mariano Melgarejo, con valentía y coraje. Sin embargo poco tiempo después, Morales fue trágicamente asesinado por su propia seguridad presidencial quien a la vez era también su sobrino (Federico Lafaye).

Agustín Morales subió al poder luego de derrocar al gobierno autoritario de Melgarejo en enero de 1871. Durante su mandato se desconoció todas las medidas ý compromisos internacionales adoptados por Melgarejo lo que conllevó años después a que el país tuviera serios problemas en cuanto a los límites territoriales. 
El presidente Morales fue asesinado en la ciudad de La Paz por su propia seguridad Federico Lafaye (quien también era su sobrino).

### Gobierno de Adolfo Ballivián Coll (1873-1874)

Presidente Adolfo Ballivián (1832-1874), gobernó el país desde 1873 hasta 1874. Ballivián anticipó que muy pronto iba a estallar una guerra con Chile y para prevenirla trató de conseguir un crédito del exterior para comprar buques de guerra para la defensa de Bolivia, sin embargo, el congreso boliviano de aquella época le negó el pedido solo por cuestiones políticas. Murió unas pocas semanas después, adolorido y aquejado por un cáncer de estómago.

Después de convocadas las elecciones presidenciales para marzo de 1873, Adolfo Ballivián (hijo del mariscal de Ingavi José Ballivián) se encontraba en ese momento viviendo en la ciudad de Londres y decide volver a Bolivia para participar en dichos comicios. Logra ganar obteniendo el apoyo del 39 % de la votación (6442 votos) frente a Casimiro Corral que solamente obtuvo el 32 % (5352 votos).
Durante su gobierno, Ballivián vio muy avanzada las intenciones de Chile sobre el Departamento de Litoral y previendo una posible guerra contra Chile procedió a solicitar al congreso boliviano (de mayoría opositora) que le pueda otorgar el permiso para poder adquirir un crédito del exterior con el objetivo de comprar buques de guerra, pero el congreso le negó aquel pedido por cuestiones políticas.
Encontrándose muy mal de salud, Ballivián decidió renunciar a la presidencia de Bolivia el 31 de enero de 1874 y se retiró definitivamente de la vida pública, falleciendo dos semanas después a causa de un cáncer de estómago el 14 de febrero de 1874.

### Segundo gobierno de Tomás Frías (1874-1876)

Presidente Tomá Frías (1804-1884) gobernó Bolivia de manera constitucional interina en dos ocasiones, la primera desde 1872 a 1873 y la segunda desde 1874 hasta 1876.

Volvió nuevamente a la presidencia Tomás Frías, asumiendo el poder con casi 70 años de edad pero sin embargo su gobierno sufrió muchos levantamientos militares y políticos. Entre sus principales enemigos se encontraba Jorge Obitas, Casimiro Corral, Quintin Quevedo, Raymundo Taborga, Miguel Aguirre, Nataniel Aguirre e Hilarión Daza.

#### Incendio al"Palacio de Gobierno"en 1875
En una de las varias revoluciones que se realizaron contra el gobierno del anciano Tomás Frías, cabe mencionar que el 20 de marzo de 1875, varios "Corralistas" seguidores del abogado paceño Casimiro Corral (1830-1895) en su intento por derrocar al presidente Tomas Frías, tomaron la radical decisión de incendiar el "Palacio de Gobierno" que se encuentra ubicado en la ciudad de La Paz. Rápidamente los Colorados de Bolivia (guardia presidencial) reaccionaron a tiempo y sumados a otros refuerzos de tropas que llegaron desde la localidad de Viacha lograron aplastar a los revoltosos, evitando de esa manera que todo el fuego consuma y destruya el palacio. Al amanecer del día siguiente, el panorama era terriblemente desolador y aterrador pues lamentablemente más de 130 muertos (cadáveres) yacían botados y esparcidos por toda la Plaza Murillo a causa de los enfrentamientos del día anterior y si bien el palacio gubernamental no se destruyó por completo sin embargo éste quedó muy gravemente dañado por el incendio siendo denominado desde ese entonces como el "Palacio Quemado" hasta la actualidad.

#### Fallida elección presidencial de 1876
En 1876, el presidente interino Tomás Frías decidió convocar a elecciones presidenciales en donde varios políticos presentaron su candidatura y entre ellos se encontraba el coronel Hilarión Daza quien era un joven militar de 36 años de edad que había empezado a ganar cierta popularidad dentro del ejército ya desde el gobierno de Mariano Melgarejo (1864-1871). Mientras aún se desempeñaba como ministro de Guerra, Daza también presentó su candidatura a la presidencia de Bolivia, sin embargo, encontrándose muy impaciente debido a que las encuestas electorales no le daban la suficiente cantidad de apoyo para ganar las elecciones, Daza decidió nomás finalmente dar un golpe de Estado faltando solamente unos pocos días antes de la realización de las elecciones.

### Gobierno de Hilarión Daza Groselle (1876-1879)

Presidente Hilarión Daza (1840-1894) gobernó Bolivia durante 3 años y 7 meses desde mayo de 1876 hasta diciembre de 1879. Durante su gobierno, Bolivia ingresó en un conflicto militar bélico contra Chile el 14 de febrero de 1879 en la denominada guerra del Pacífico en donde Perú también ingresó a la guerra

Siendo todavía un joven de apenas 36 años de edad, Hilarión Daza asumió el poder el 4 de mayo de 1876 luego de haber dado un golpe de Estado al presidente constitucional interino Tomás Frías. Durante su presidencia Daza intentó impulsar la implementación de ferrocarriles en el país aunque no tuvo éxito. En materia económica, realizó la supresión de la moneda feble reduciéndola en unas tres cuartas partes al igual que los billetes del Banco Nacional que se incluía dentro de la misma moneda feble.

#### Revolución federalista cruceña de 1876
En 1876 el abogado cruceño Andrés Ibáñez acompañado de sus seguidores, derrocaron a las autoridades regionales del Departamento de Santa Cruz y organizaron una junta federativa que rechazaba el estado unitario y proclamaba un estado federal. Una vez enterado de estos acontecimientos, el presidente Daza decidió enviar a algunas tropas del Ejército de Bolivia a la entonces lejana ciudad de Santa Cruz de la Sierra para sofocar dicho levantamiento. Las tropas gubernamentales llegaron desde La Paz a la cabeza del general paceño Carlos de Villegas y lograron fácilmente pacificar la urbe cruceña aplastando a los revoltosos que dirigían esa pequeña revolución departamental. Al año siguiente, lograron también capturar a Andrés Ibáñez (principal líder y cabecilla del levantamiento federal) y lo fusilaron el 1 de mayo de 1877.

## Economía
Bolivia iniciaba su vida independiente con una región arrasada por la guerra y en depresión económica, situación que se acompañaba por un sector minero descapitalizado y una economía basada en la subsistencia.
Es entonces que con la finalidad de reorganizar y volver a desarrollar la economía, se decidió nacionalizar todas las minas abandonadas e invitar a capitalistas extranjeros para que volvieran a poner en explotación las minas.
Esta iniciativa se vio truncada por los altos costes, que resultaban prohibitivos. Entre los costes más altos destacaba el de la mano de obra, originado por la abolición de la mita, que obligaba a pagar salarios altos para atraer a los trabajadores de la agricultura.
Finalmente, ante la necesidad de contar con recursos, se decidió confiscar a favor del nuevo estado el patrimonio eclesiástico. Este patrimonio se otorgó en arrendamiento y los ingresos generados fueron destinados a la creación de servicios sociales y centros educativos en los centros urbanos de Bolivia.
De esta manera la creación del estado independiente de Bolivia surgió sobre una economía bastante delicada ocasionada por los muchos años de guerra, partiendo la nueva república en un contexto económico desastroso, nada favorable para ese nuevo camino independiente y de libertades.
En un periodo posterior, que abarca desde 1841 a 1880, la nueva República de Bolivia se caracteriza por la crisis del estado ante la falta de recursos gubernamentales y de inversiones, materializándose en un estancamiento económico.
Durante los primeros años de este periodo, el nivel educativo de la sociedad era extraordinariamente bajo y parecía implicar que en el futuro no se podían esperar grandes cambios; el sector minero contaba con innumerables minas abandonadas y el resto de la industria nacional satisfacía únicamente las necesidades de su población. Así, al igual que en el comienzo de su vida republicana, Bolivia seguía siendo una sociedad predominantemente rural.
No obstante, a pesar de iniciarse con un sector minero en completo detrimento, se pudo lograr con la iniciativa de inversionistas bolivianos como Aniceto Arce y Aramayo, una mejora sustancial allá por 1870, periodo durante el cual empezó a hacerse presente el capital extranjero en cantidades importantes, pudiendo decirse que la industria minera de la plata de Bolivia había alcanzado unos niveles internacionales de capitalización, desarrollo tecnológico y eficiencia considerables.
El pujante crecimiento de la industria minera, así como el descubrimiento de yacimientos importantes de plata en la región de Caracoles, como los grandes yacimientos de guano y salitre en la región de Mejillones, llamaron la atención a los vecinos de Bolivia. Esto ocasionó que gobiernos e inversionistas extranjeros muestren su interés en los mismos y que Bolivia ante la necesidad de recursos económicos otorgue concesiones a favor de ellos con la finalidad de beneficiar al país.
Pero tal situación no llegó a suceder, ya que en 1878 el gobierno boliviano de Hilarión Daza introdujo un impuesto al salitre, produciéndose una crisis diplomática ya que el Tratado de Límites con Chile de 1874 exigía que los capitales chilenos no se les subiría los impuestos por los primeros 25 años después del tratado. Dentro del conflicto diplomático, el gobierno boliviano confiscó el patrimonio de dichas concesiones, lo que el vecino país de Chile interpretó como la ruptura del tratado de límites y procedió a tomar control del nuevo territorio en disputa. A pesar de los intentos de mediación, esto llevó a Bolivia, Chile y Perú a la guerra del Pacífico, que significaría para Bolivia la pérdida tanto de dichos nuevos yacimientos como la pérdida de su salida soberana al Océano Pacífico.

## Guerras Limítrofes

### Guerra del Pacífico

Por la Guerra del Pacífico Bolivia perdió su salida al mar. Aún en el presente, la recuperación de una salida soberana al mar es un reclamo sustancial del pueblo boliviano.

En 1879 se desató la guerra del Pacífico que enfrentó a Chile contra la Alianza entre Bolivia y Perú. El conflicto fue originado por los intereses de explotación del guano y el salitre, por lo que también es conocida como Guerra del Salitre y tuvo como consecuencia final la pérdida de la salida soberana al mar para Bolivia, al quedar en posesión de Chile de Antofagasta, y para Perú la pérdida de sus territorios de Tarapacá y Arica. Las versiones sobre las causas, circunstancias, derechos y acontecimientos relacionados con la guerra del Pacífico varían sustancialmente según provengan de los países que estuvieron en pugna.
A mediados del siglo XIX Bolivia y Chile tenían diferencias sobre la delimitación de la frontera entre ambos países que los pusieron al borde de la guerra en varias oportunidades. Por esa razón firmaron dos tratados en 1866 y 1874 fijando la frontera en el paralelo 24° pero estableciendo también mecanismos de explotación compartida de minerales en la región En especial el artículo 4.º del Tratado de 1874 estableció una cláusula que sería la clave de la guerra, cuatro años después:

Los derechos de exportación que se impongan sobre los minerales exportados en la zona de terreno de que hablan los artículos precedentes, no excederán la cuota de la que actualmente se cobra, y las personas, industrias y capitales chilenos no quedarán sujetos a mas contribuciones de cualquiera clase que sean que las que al presente existen.

La estipulación contenida en este artículo durará por el término de veinticinco años.(ver)

El 27 de noviembre de 1873, la Compañía de Salitres y Ferrocarril de Antofagasta firmó un contrato con el gobierno de Bolivia, que le autorizaba la explotación del mineral libre de derechos por 15 años, desde la bahía de Antofagasta hasta Salinas, incluyendo el Salar del Carmen. Este contrato no fue ratificado por el Congreso de Bolivia, que en ese entonces se encontraba analizando las negociaciones con Chile —que darían por resultado el tratado de límites de 1874—.
Para Bolivia el contrato de 1873 aún no se encontraba vigente, porque de acuerdo a la constitución boliviana, los contratos sobre recursos naturales debían aprobarse por el congreso
En 1878 la Asamblea Nacional Constituyente boliviana, en medio de una crisis económica, se abocó al estudio del acuerdo celebrado por el gobierno en 1873. Decidió ratificar el contrato si se pagaba un impuesto de 10 centavos sobre quintal exportado de territorio boliviano. Esta decisión que afectaba los intereses de la Compañía de Salitres y Ferrocarriles de Antofagasta, finalmente fue considerada por el gobierno chileno como una violación al artículo IV del tratado de 1874. Dicho impuesto de 10 centavos, que afectaba a esta empresa es mencionado como el casus belli de la guerra del Pacífico.
El 14 de febrero de 1879, tropas chilenas desembarcaron y ocuparon Antofagasta, entonces ciudad-puerto boliviana, extendiendo la ocupación a toda la zona. El 1 de marzo Bolivia declaró la de ruptura de comunicaciones con Chile y embargo de propiedades de ciudadanos chilenos y el 23 de marzo ambos países se enfrentaron en la batalla de Calama, con resultado adverso para las fuerzas bolivianas. Finalmente, el 5 de abril Chile le declaró la guerra a Perú, que además tenía un tratado de defensa mutua con Bolivia que el presidente Daza exigía cumplir.
Luego de los desastres militares de Pisagua, San Francisco (19 de noviembre) y de una cuestionada retirada de las tropas bolivianas en Camarones, el presidente Hilarión Daza fue destituido el 28 de diciembre por un golpe de Estado de la cúpula militar en medio de un enorme descontento de la población por la suerte de la guerra. Daza se exilió en Francia y el general Narciso Campero asumió el poder. Poco después, el 26 de mayo de 1880 se produjo la batalla de Tacna que puso fin a la participación militar de Bolivia en la guerra.
Años después, el 27 de febrero de 1894 Hilarión Daza volvería al país para defenderse de las acusaciones, pero fue asesinado al llegar, en la estación ferroviaria de Uyuni. El crimen nunca fue resuelto.

## Conservadurismo (1880-1899)
La terrible y desastrosa retirada de Bolivia de la guerra del Pacífico (en mayo de 1880) significó para toda la nación un muy duro golpe en lo social, político, económico y moral pues la guerra había terminado finalmente para el país con la lamentable pérdida del entonces Departamento del Litoral (territorio muy rico en salitre y guano) y con el definitivo enclaustramiento marítimo de Bolivia (sin su tradicional acceso soberano al Océano Pacífico), cabe destacar que todo estos trágicos acontecimientos suscitados llevaron inevitablemente a una dura autocritica y profunda reflexión en toda la sociedad boliviana de aquella época (incluyendo también a los propios políticos bolivianos) llegando finalmente a la conclusión de que Bolivia no podía seguir siendo gobernada por uno y otro caudillo que subía al poder mediante un golpe de Estado y luego de dos o tres años era también derrocado mediante otro golpe de Estado tal como se venía haciendo hasta ese momento. 
Es de esa manera que sería recién a partir del año 1880, cuando Bolivia ingresa verdaderamente al sendero de la democracia partidaria pues ese mismo año los conservadores (pertenecientes al Partido Conservador de Bolivia) tomaron el poder y a través de elecciones presidenciales realizadas cada cuatro años comenzarían a gobernar Bolivia de manera constitucional y estable durante casi 20 años (dos décadas) hasta su caída final en 1899 cuando fueron finalmente derrocados por los liberales (pertenecientes al Partido Liberal de Bolivia). Cabe destacar que prácticamente durante los siguientes 50 años, Bolivia viviría una larga etapa de paz y tranquilidad en lo político, social y económico pues en un periodo de 5 décadas que abarca desde 1880 hasta 1930 (medio siglo) en el país solamente hubo apenas 3 golpes de estado (en 1899, 1920 y 1930) a diferencia de los demás periodos de la historia boliviana, así como de lo que ocurría en otros países latinoamericanos. 

### Gobierno de Narciso Campero Leyes (1880-1884)

El presidente Narciso Campero Leyes (1813-1896) gobernó Bolivia de manera constitucional durante 4 años y 7 meses desde enero de 1880 hasta septiembre de 1884 en la época de la posguerra del Pacífico.

#### Batalla del Alto de la Alianza de 1880
Después de la caída del poder de Hilarión Daza, la presidencia de Bolivia recayó en el general tarijeño Narciso Campero Leyes, quien para esa época era ya un antiguo general retirado del servicio activo (jubilado) que había iniciado su carrera militar hace 45 años atrás en los lejanos tiempos de la Confederación Perú-Boliviana (1836-1839) durante la época del gobierno del mariscal Andrés de Santa Cruz (1792-1865) además que cabe resaltar también que Campero fue uno de los pocos militares bolivianos con estudios en el extranjero pues durante su juventud había estudiado en la Escuela Militar de Saint-Cyr en Francia. Sin embargo, a pesar de que para 1880 ya contaba con 67 años de edad, los jefes militares aliados (bolivianos y peruanos) decidieron confiar y otorgar a Narciso Campero el mando de las tropas aliadas que peleaban contra Chile en la guerra del Pacífico, el cual los condujo finamente durante la batalla del Alto de la Alianza (o también denominada como batalla de Tacna) del 26 de mayo de 1880 (la cual sería la última batalla para Bolivia).

#### Retirada de Bolivia de la guerra del Pacífico
Durante el combate murió gran parte del ejército profesional boliviano que tenía el país y es entonces que a partir de ese momento, el presidente Narciso Campero toma la decisión de retirar a Bolivia de la guerra con el objetivo de resguardar y defender las principales grandes ciudades de un posible ataque chileno (con los ya pocos hombres bolivianos que aún quedaban). Aunque cabe recordar también que si bien Campero dispuso la retirada de Bolivia de la guerra, sin embargo éste todavía guardaba las esperanzas de que esta retirada sería solamente de forma temporal y momentánea pues al principio Campero tenía planeado tomarse un poquito de tiempo de solo algunos cuantos pocos meses para retomar fuerzas, reclutar más hombres y reorganizar nuevamente al ejército boliviano con la intención de volver otra vez a la guerra en ayuda del aliado Perú.

#### División entre"Guerristas"y"Pacifistas"
Sin embargo con el pasar y transcurrir de las semanas, la entonces opinión pública del pueblo boliviano de aquella época se fue dividiendo en dos bandos, entre los que estaban los "Guerristas" (liderados por Narciso Campero) quienes eran partidarios de que Bolivia continúe en la guerra en socorro del Perú y tal vez luego con algo de suerte poder recuperar también los ex territorios bolivianos que habían sido ya totalmente ocupados por los chilenos y en el otro bando estaban los "Pacifistas" (liderados por el empresario minero Aniceto Arce) quienes abogaban por la paz y entrar de una vez por todas en un buen entendimiento racional con Chile para iniciar inmediatamente la recuperación económica del país y de esa manera evitar también a la vez la gran probabilidad de una inminente invasión de las tropas chilenas al territorio boliviano con saqueos, destrucción y masivas violaciones de mujeres en las principales ciudades de Bolivia (así como ocurrió con la ciudad de Lima, Perú poco tiempo después). Al final, después de un largo debate, la "visión pacifista" terminó por imponerse finalmente a la "visión guerrista" y el presidente Narciso Campero tuvo que nomás desistir y renunciar a su plan de intervenir nuevamente en la guerra, aunque de todos modos Campero mantuvo por si acaso a Bolivia en un "Estado de Guerra" (en constante alerta nacional) mientras no se llegase a una tregua o acuerdo final con Chile.

#### Creación de impuestos
Entre las medidas que Campero adoptó durante su gobierno se encuentra la creación de un impuesto sobre el monto líquido de las sucesiones hereditarias y de transmisiones gratuitas de las propiedades. Creó también el impuesto personal de un boliviano por semestre, para todo ciudadano boliviano o extranjero residente en el país. Los que no quisieran pagar dicha contribución eran privados de ejercer sus derechos políticos.
Se autorizó igualmente la indemnización con tierras baldías del Estado, a todos los ciudadanos bolivianos que hubieran perdido sus propiedades durante la guerra. A su vez, se promulgó la undécima Constitución Política del Estado y la Convención declaró al expresidente Hilarión Daza "indigno del nombre de boliviano", quedando de esa manera sometido a juicio por los delitos militares y de peculado que hubiera cometido mientras estaba al mando del país durante la guerra.
Así mismo, el presidente de Narciso Campero decidió también reconocer a algunos personajes que habían tomado cierta notoriedad durante la guerra y procedió a ascender al grado de general de brigada al coronel Eliodoro Camacho Mesa (1831-1899), se declaró también como "Benemérito de la Patria" al abogado Ladislao Cabrera Vargas (1830-1921) quien había peleado en el Combate de Calama y a su vez se otorgó también la "Medalla de Honor" al abogado Belisario Salinas (1833-1893) quien en ese momento ocupaba el cargo de segundo vicepresidente de Bolivia.

#### Pacto de Tregua Bolivia-Chile de 1884
Finalmente, después de 5 años de haber comenzado la guerra del Pacífico en febrero de 1879, cabe mencionar que ya durante el último año de gobierno de Narciso Campero, Bolivia suscribió el 4 de abril de 1884 un pacto de tregua con Chile (cese de hostilidades) en la ciudad chilena de Valparaíso poniendo de esa manera fin a las hostilidades bélicas entre ambos países.

#### Elecciones presidenciales de 1884
Una vez cumplido los 4 años del periodo constitucional del mandato presidencial, el presidente Campero tomó la decisión de continuar con la democracia representativa disponiendo inmediatamente la convocatoria a elecciones presidenciales para elegir a un nuevo mandatario. Cabe resaltar esta actitud democrática por parte de Narciso Campero a pesar de ser éste ya el último militar boliviano perteneciente a aquella histórica generación de hombres caudillistas (nacidos antes de la Independencia de Bolivia en 1825) que habían pasado a la historia de Bolivia por gobernar el país mediante motines, revoluciones, levantamientos militares o golpes de estado durante varias décadas como: José Ballivián (1805-1852), Manuel Isidoro Belzu (1808-1865), Jorge Córdova (1822-1861), José María Linares (1808-1861), José María Achá (1810-1868), Mariano Melgarejo (1820-1871) o Agustín Morales (1808-1872).
Luego de 11 años, finalmente se llevaron a cabo las elecciones presidenciales en Bolivia el 11 de mayo de 1884 pues cabe recordar que los últimos comicios que se realizaron en el país fueron las elecciones generales de 1873. En 1884, se presentaron 4 candidatos a la presidencia, entre los cuales estaban los grandes empresarios mineros; el potosino Gregorio Pacheco (en representación del Partido Demócrata) y el tarijeño Aniceto Arce (en representación del Partido Conservador de Bolivia), el otro candidato fue el general paceño Eliodoro Camacho en 
(representación del Partido Liberal de Bolivia) y finalmente el abogado cochabambino Mariano Baptista como candidato independiente. Los resultados demostraron que Pacheco logró ganar con el 38 % de los votos frente a Arce que obtuvo el 33 %, Camacho el 27 % y Baptista solamente el 0,2%.

### Gobierno de Gregorio Pacheco Leyes (1884-1888)

Presidente Gregorio Pacheco Leyes (1823-1899) gobernó Bolivia de manera constitucional durante 4 años desde septiembre de 1884 hasta agosto de 1888.

Gregorio Pacheco asumió de manera constitucional la presidencia de Bolivia a sus 61 años de edad el 4 de septiembre de 1884 para un periodo constitucional de 4 años hasta 1888. Cabe destacar que durante toda su vida, Pacheco se había caracterizado por ser un hombre de larga trayectoria filantrópica ya que al ser un gran empresario minero de la plata realizó muchas obras de caridad con su propio dinero siempre en beneficio de la sociedad boliviana pues mando a construir un instituto psiquiátrico en la ciudad de Sucre convirtiéndose de esa manera en el "Primer Manicomio de Bolivia" en donde pudieron ser internadas las personas que sufrían graves desequilibrios psicológicos y enfermedades mentales (locos y locas) los cuales hasta esa época se encontraban libres y esparcidos por todo el país. Así mismo, Pacheco realizó un gran esfuerzo por ordenar las finanzas públicas de la nación logrando pagar con su propio dinero, una deuda que Bolivia tenía con el Perú y la cual ascendía a un monto total de 50.000 pesos bolivianos, que para esa época era una muy alta suma de dinero.
Pacheco se preocupó por la política exploratoria del país, mandando varias expediciones a la entonces todavía lejana y casi desconocida e inhabitada región del Gran Chaco y con el objetivo de sentar soberanía en dicho lugar se decidió fundar "Puerto Pacheco" el 13 de julio de 1885 el cual se encontraba situado en la margen derecha de Río Paraguay. A su vez, el presidente Pacheco fue también un gran impulsor de las ciencias y la tecnología pues durante su gobierno se inauguró el primer servicio telegráfico de Bolivia que conectaba la ciudad de La Paz con la ciudad de Lima así mismo el 15 de julio de 1888 llegó por primera vez la electricidad a Bolivia siendo la ciudad de La Paz la primera urbe del país en contar con un servicio de luz eléctrica mediante el sistema de arco voltaico.

#### Elecciones presidenciales de 1888
Una vez llegando al final de su mandato presidencial constitucional (de 4 años), el presidente Pacheco tomó la decisión de continuar también en el sendero de la democracia representativa y para ello se convocó a elecciones presidenciales para el mes de mayo de 1888. Se presentaron a los comicios dos candidatos; el primero era el gran empresario minero de la plata Aniceto Arce Ruiz (quien años atrás había liderado la "Visión Pacifista" luego de la guerra del Pacífico) que se presentaba en representación del Partido Conservador de Bolivia y el segundo candidato era el general Eliodoro Camacho Mesa que se presentaba en representación de Partido Liberal de Bolivia. Los resultados finales dieron como contundente ganador al tarijeño Aniceto Arce con el 77 % de la votación mientras que el paceño Eliodoro Camacho salió en segundo lugar al obtener solamente apenas el 22 % de los votos.

### Gobierno de Aniceto Arce Ruíz (1888-1892)

Presidente Aniceto Arce Ruiz (1824-1906) gobernó Bolivia de manera constitucional durante 4 años desde agosto de 1888 hasta agosto de 1892. Durante su gobierno se implementó el primer ferrocarril por primera vez en Bolivia, el cual unía la ciudad chilena de Antofagasta con la ciudad boliviana de Oruro.

Aniceto Arce asumió la presidencia de Bolivia a sus 64 años de edad el 15 de agosto de 1888 luego de haber ganado las elecciones presidenciales de ese mismo año. Durante su gobierno se realizaron grandes cambios en el área financiera pues se implementó la Ley de Bancos y Emisión del 30 de septiembre de 1890 así como también se dio la autorización para la instalación de varias entidades financieras en todo el país como el Banco Oriental de Bolivia, Banco Hipotecario Nacional y Banco Hipotecario del Sud así como la creación en la ciudad de La Paz del Banco Industrial, en la ciudad de Sucre el Banco de Colquechaca y finalmente el Banco Oruro en la misma urbe.
En cuanto a materia de infraestructura, Aniceto Arce proponía la integración y vinculación caminera de Bolivia con sus países vecinos y para ello durante su gobierno se construyó el camino que conecta la ciudad de Potosí con la ciudad de Sucre y su respectivo "Puente Mariscal Sucre" que se encuentra sobre el río Pilcomayo así como también la construcción de la carretera que une la ciudad de Sucre con la ciudad de Cochabamba siendo de la misma manera inaugurado con su respectivo puente denominado "Puente Arce" que se encuentra sobre el Río Grande. Durante su gobierno se realizó también la construcción del Palacio de Gobierno de la ciudad de Sucre así como también donó de su propio dinero alrededor de 6000 bolivianos para la construcción de la catedral de la ciudad de La Paz.

#### Tratado Quirno Acosta - Vaca Guzmán de 1889 con Argentina
En lo referido a la política exterior, el gobierno del presidente Aniceto Arce logró llegar a un acuerdo secreto con el gobierno del presidente argentino Miguel Juárez Celman (1844-1909) el cual se tradujo en la firma del Tratado Quirno Acosta - Vaca Guzmán suscrito en la ciudad de Buenos Aires el 10 de mayo de 1889 entre el representante argentino Norberto Quirno Costa (1844-1915) y el representante boliviano Santiago Vaca Guzmán (1847-1896), en donde en dicho tratado se estipulaba que Argentina renunciaba definitivamente y para siempre a todos sus reclamos históricos sobre la región de Tarija y a cambio Bolivia le otorgaba a Argentina la región de la Puna de Atacama. 
Aunque cabe mencionar que poco tiempo después, Chile protestó contra la firma de este tratado expresando su más rotundo rechazo a este acuerdo final entre Argentina y Bolivia sobre el intercambio de territorios pues Chile le recordaba a la Argentina, que después de la guerra del Pacífico, dicho territorio se encontraba ya bajo la posesión militar del ejército chileno y que por lo tanto Bolivia ya no era dueña de la Puna de Atacama y que por ende no podía tampoco disponer libremente de aquel territorio. En su defensa Argentina alegó que el Pacto de Tregua de 1884 que se había firmado entre Bolivia y Chile, no mencionaba ni contemplaba a la Puna de Atacama y además que la ley chilena de creación del Departamento Chileno de Antofagasta de 1888 no tenía valor internacional. Al final, solamente tres años después, el congreso boliviano aprobo el 16 de septiembre de 1892 la suscribición de este tratado que se había firmado durante el gobierno del presidente Aniceto Arce.
En cuanto a la política de defensa, el 18 de abril de 1891, Aniceto Arce realizó la reapertura definitiva del Colegio Militar del Ejército (COLMIL) que en la actualidad aún permanece funcionando de manera continua hasta nuestros días como primer instituto de formación de oficiales del ejército boliviano. A su vez, durante el gobierno de Arce se comenzó a elaborar la posibilidad de implantar en Bolivia el Servicio Militar Obligatorio (al igual como se hacía durante esa época en Francia) y fundó el cuerpo de ingenieros del ejército.

#### Inauguración del primer ferrocarril de Bolivia en 1892
Desde su implementación por primera vez en Inglaterra en el año 1825, los ferrocarriles trajeron modernidad en el transporte mundial de la época y enormes progresos no solo a las grandes ciudades de Europa, sino también a varias ciudades de Asia, Norteamérica, Centroamérica y Sudamérica. Cabe mencionar que después de casi 70 años (7 décadas), finalmente llegó por primera vez el ferrocarril a Bolivia (recién a finales del siglo XIX) ya durante el gobierno del presidente Aniceto Arce. Las primeras rieles se comenzaron a construir en 1886 desde la ciudad chilena de Calama (ex territorio boliviano) hasta la localidad de Ollagüe (Frontera entre Bolivia y Chile). En 1889, la rieles llegaban hasta la actual ciudad boliviana de Uyuni que había sido fundada el 11 de julio de ese mismo año y finalmente el ferrocarril llegó a la ciudad capital de Oruro (capital del Departamento de Oruro) el 15 de mayo de 1892 siendo inaugurado por el propio presidente Aniceto Arce.

#### Elecciones presidenciales de 1892
Al igual que sus antecesores Campero y Pacheco, cabe destacar que Aniceto Arce también decidió convocar a elecciones presidenciales para el mes de mayo de 1892. Entre los candidatos que se presentaron en dichos comicios se encontraba el abogado cochabambino Mariano Baptista por el Partido Conservador de Bolivia (en representación oficial del gobierno), el otro candidato era el general de la guerra del pacífico Eliodoro Camacho quien nuevamente en representación del Partido Liberal de Bolivia se presentaba por tercera vez a unas elecciones presidenciales, siendo esta ocasión la última de todas y finalmente se encontraba como candidato el expresidente Gregorio Pacheco en representación del partido demócrata. 
Los resultados finales dieron como ganador al cochabambino Mariano Baptista con el 54 %, seguido del paceño Eliodoro Camacho que obtuvo el 33% de la votación y en tercer lugar salió el exmandatario Pacheco que obtuvo solamente el 11%.

### Gobierno de Mariano Baptista Caserta (1892-1896)

Presidente Mariano Baptista Caserta (1832-1907) gobernó Bolivia de manera constitucional durante 4 años desde agosto de 1892 hasta agosto de 1896.

Mariano Baptista Caserta asumió la presidencia de Bolivia el 11 de agosto de 1892, sucediendo a Aniceto Arce, tras ganar las elecciones con más del 54 % de los votos. Su administración promovió una política de reconciliación tras la Guerra del Pacífico, levantando el estado de sitio y otorgando amnistía a exiliados políticos, incluido el expresidente Hilarión Daza, quien falleció poco después de su regreso.
En 1892 fundó el Banco Francisco Argandoña, autorizado a emitir moneda y operar como banco nacional. Fomentó la exploración geográfica y la colonización del norte, fortaleció la red vial, completó el Palacio de Gobierno en Sucre y promovió la educación pública, impulsando escuelas técnicas y fundando las universidades de Oruro y Potosí.
En política internacional, firmó el Tratado de 1895 con Chile, reconoció la soberanía chilena sobre Antofagasta en forma provisional, y gestionó acuerdos fronterizos con Argentina (Puna de Atacama), Paraguay (Chaco boreal), Brasil y Perú.
Su gestión se caracterizó por la estabilidad política y la consolidación del poder conservador, aunque algunos historiadores critican que su gobierno favoreció excesivamente a sectores católicos y mineros en detrimento de una modernización inclusiva. Cedió el mando a Severo Fernández Alonso el 19 de agosto de 1896 y falleció en Cochabamba el 19 de marzo de 1907.

### Gobierno de Severo Fernández Alonso (1896-1899)

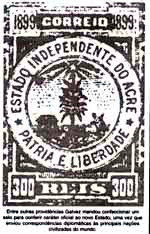
Estampilla del llamado Estado Independiente de Acre, formado en 1899 durante la fiebre del caucho que llevó a la Guerra del Acre con Brasil de resultas de la cual Bolivia le cedió esa amplia región amazónica mediante el Tratado de Petrópolis.

Severo Fernández Alonso Caballero asumió la presidencia de Bolivia el 28 de agosto de 1896 como representante del Partido Conservador. Su gobierno continuó con el modelo político instaurado tras la Guerra del Pacífico, caracterizado por la centralización del poder y el fortalecimiento de las élites tradicionales del sur, en particular de Sucre.
Durante su gestión se impulsaron obras de infraestructura como la construcción del puente colgante sobre el río Pilcomayo, la extensión de la red telegráfica hacia el oriente boliviano y la conclusión del Palacio de Gobierno en Sucre. Además, se fomentaron expediciones de reconocimiento territorial en la Amazonía, fundándose el puerto Alonso en el Acre, en un contexto de crecientes tensiones con Brasil por esa región.
Uno de los episodios más controvertidos de su mandato fue la promulgación de la llamada "Ley de radicatoria" (1898), que establecía de forma definitiva a Sucre como sede de los poderes Ejecutivo y Legislativo. Esta medida fue rechazada por los sectores paceños y desató un conflicto político que derivó en la Guerra Civil de 1898–1899, también conocida como Guerra Federal.
Tras la derrota del ejército conservador en la batalla del Segundo Crucero (abril de 1899), Fernández Alonso abandonó el país y se exilió en Chile, marcando el fin del ciclo conservador y el inicio del periodo liberal.

## Liberalismo (1899-1920)

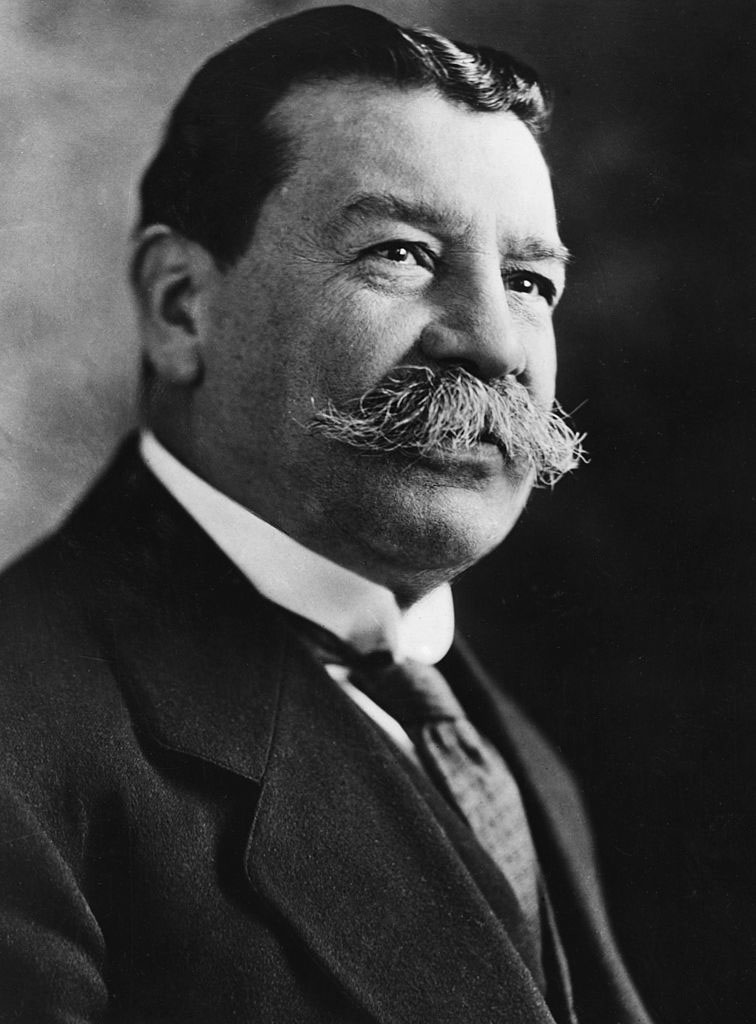
Ismael Montes, figura central del liberalismo boliviano. Ocupó la presidencia en dos periodos: 1904–1909 y 1913–1917.

El periodo liberal en Bolivia se inició con la victoria del bando federal en la Guerra Civil de 1898–1899, que resultó en el ascenso del Partido Liberal al poder, el desplazamiento definitivo de la élite conservadora y el traslado de facto de la sede de gobierno a La Paz. Esta etapa, que se extendió hasta 1920, se caracterizó por un proyecto modernizador impulsado por una nueva clase dirigente compuesta en su mayoría por profesionales urbanos de clase media.
Bajo el liderazgo de figuras como José Manuel Pando, Ismael Montes, Eliodoro Villazón y José Gutiérrez Guerra, el liberalismo promovió una serie de reformas laicas e institucionales —como el matrimonio civil, la libertad de cultos y la secularización del Estado—, junto con una expansión significativa de la infraestructura nacional, financiada en gran parte por el capital extranjero, en particular a través de empréstitos con la banca privada internacional.
El auge de la minería del estaño proporcionó los recursos necesarios para sostener un Estado más centralizado y tecnocrático, pero también acentuó la dependencia externa y la concentración del poder económico. A pesar de los logros en transporte, educación y salud pública, el liberalismo fue cada vez más criticado por su exclusión política, su alianza con los grandes intereses mineros y la represión de la disidencia. Esta tensión culminó con el golpe de Estado republicano de 1920, que marcó el fin del dominio liberal.

### Gobierno de José Manuel Pando (1899-1904)
En 1899 los liberales derrotaron a los conservadores en la llamada Guerra Federal encabezada por el coronel José Manuel Pando al frente de una junta federal de gobierno, que asumió el poder en ese año; fue entonces cuando se trasladó la sede de la Presidencia de la República desde Sucre a La Paz. Durante esta época se inició la era del estaño, el cual sustituyó a la plata como principal fuente de divisas, produciendo un dramático cambio en la economía boliviana. La figura descollante del momento fue Simón I. Patiño, minero del estaño que llegó a ser uno de los hombres más ricos y poderosos del mundo.
Con Pando nació el "periodo liberal" de los años 1899-1920 en el que se sucedieron varios gobiernos elegidos democráticamente, siendo los más importantes los de Ismael Montes (1904-1909) y (1913-1917).

#### Guerra del Acre
El efímero auge de la goma elástica (caucho) condujo en los años 1903-1904 a un conflicto con Brasil por el dominio del eje Beni-Pando, gran productor del citado material.
Tras la guerra del Acre, región fronteriza con el Brasil de 355.242 km² de extensión, el 7 de noviembre de 1903 se firmó el Tratado de Petrópolis, que cedió al vecino país toda el área en conflicto.
Adicionalmente en 1904 Bolivia firmó un tratado de paz con Chile, mediante el cual cedía los territorios ganados por este en la guerra del Pacífico a cambio de la construcción del ferrocarril Arica-La Paz. Posteriormente

### Primer gobierno de Ismael Montes (1904–1909)
Ismael Montes Gamboa asumió la presidencia de Bolivia el 14 de agosto de 1904, sucediendo al general José Manuel Pando. Representante de una nueva generación de políticos liberales de clase media urbana, Montes simbolizó el paso de un liberalismo idealista a una gestión más pragmática y centrada en el poder. Su gobierno logró evitar la formación de una oposición interna significativa, apoyado por el auge económico derivado de la exportación del estaño, lo que permitió ampliar la burocracia estatal y consolidar apoyos políticos.
El crecimiento del comercio exterior generó una balanza comercial positiva que facilitó el acceso a préstamos internacionales. En 1906, Bolivia obtuvo un crédito de la firma bancaria estadounidense Speyer & Co., que financió una amplia expansión de la red ferroviaria, incluyendo líneas hacia Cochabamba, Sucre, Potosí y Oruro, así como el tramo Guaqui–Puno que conectó con la red peruana. También se desarrollaron obras urbanas de saneamiento y alumbrado, en el marco de un período de auge económico que se extendería hasta la crisis internacional de 1913–1914.
Durante su gestión, Montes impulsó reformas liberales como la secularización del Estado, la libertad de cultos y el matrimonio civil, generando tensiones con la Iglesia católica. En política exterior, firmó el Tratado de Paz y Amistad con Chile en 1904, que oficializó la cesión del litoral boliviano, y el Tratado Polo-Bustamante con Perú en 1909, que resolvió disputas fronterizas en la Amazonía.
En el ámbito educativo, fundó en 1909 la Escuela Formal de Profesores y Preceptores en Sucre, dirigida inicialmente por el pedagogo belga Georges Rouma, con el objetivo de profesionalizar la formación docente.

### Gobierno de Eliodoro Villazón (1909-1913)
Eliodoro Villazón, abogado y líder liberal, asumió la presidencia el 12 de agosto de 1909, tras suceder a Montes. Su gestión se destacó por la tranquilidad política y un superávit presupuestal, en contraste con la crisis minera de 1908.
Durante su mandato se impulsaron iniciativas en educación y obra pública: se creó el Instituto Superior de Comercio en La Paz, la Escuela de Minas de Oruro, se contrató a una misión militar alemana (coronel Hans Kundt) para modernizar el ejército, y se inauguró el ferrocarril Cochabamba–Arani en 1913. También firmó el Tratado Polo‑Sánchez Bustamante en 1909 con Perú, resolviendo cuestiones fronterizas y evitando alianzas hostiles. Al finalizar su mandato entregó el poder a Ismael Montes y se trasladó a Buenos Aires como embajador plenipotenciario.

### Segundo gobierno de Ismael Montes (1913–1917)
Montes regresó al poder el 14 de agosto de 1913. Entre sus principales medidas figuraron la creación del Banco de la Nación y la continuación de ampliaciones ferroviarias, incluyendo trazados hacia Potosí–Villazón y Potosí–Sucre.
Este segundo mandato marcó el surgimiento de una disidencia interna liberal, y en 1914 se formó el Partido Republicano liderado por Pando. Montes promovió como sucesor a su aliado José Gutiérrez Guerra.

### José Gutiérrez Guerra (1917–1920)
José Gutiérrez Guerra asumió la presidencia el 15 de agosto de 1917. Proveniente de las élites chuquisaqueñas, fue conocido como “el último oligarca” y su gestión se desarrolló en un ambiente económico deteriorado, marcado por escándalos y creciente oposición republicana.
En 1919 el conflicto con la elite minera —notablemente Simón Iturri Patiño— y las tensiones políticas aceleraron la crisis. El golpe republicano de julio de 1920, liderado por Bautista Saavedra, puso fin a su gobierno y abrió paso a la hegemonía republicana.
contentReference[oaicite:0]{index=0}

## Republicanismo (1920-1936)

### Gobierno de Bautista Saavedra (1920-1925)
El 12 de julio de 1920, Bautista Saavedra encabeza un levantamiento republicano que terminó derrocando al presidente José Gutierrez Guerra. La Junta de Gobierno de Transición encabezada por el mismo Bautista Saavedra, José María Escalier y José Manuel Ramírez, tomó el poder hasta la convocatoria a elecciones el 26 de enero de 1920, llevadas entre los miembros de la Junta de Gobierno. Saavedra resultó electo por la Junta de Gobierno el 26 de enero de 1926 con 47 votos a favor y 1 en contra. Sin embargo, este resultado no fue de agrado para Escalier y la disconformidad de Escalier dividió al Partido Republicano de Bolivia en Genuino (encabezado por Escalier) y Socialista (encabezado por el mismo Saavedra).
De esta forma, Saavedra asumió la presidencia de Bolivia y gobernó hasta el 3 de septiembre de 1925. Estableció la jornada laboral de 8 horas; Decretó el derecho a la huelga, además del trabajo de mujeres y niños; además promulgó la Ley Seca en referencia al consumo de bebidas alcohólicas.
Primer Centenario de Bolivia
En 1925, en conmemoración al Primer Centenario de Bolivia se realizaron homenajes en la Casa de la Libertad (Sucre), justo ahí en donde se proclamó la independencia de Bolivia en 1825. Además, se realizó la Condecoración de El Cóndor de Los Ándes el 22 de agosto de 1925.
Tras las elecciones fallidas, Saavedra entregó el cargo de presidente a Felipe Segundo Guzmán el 3 de septiembre de 1925.

### Gobierno de Carlos Blanco Galindo (1930-1931)
En 1930, Carlos Blanco Galindo encabezó una revuelta que derrocó al presidente Hernando Siles y asumió la presidencia de Bolivia tras ser electo por una nueva Junta de Gobierno. Ha convocado a elecciones presidenciales en 1931 y ganó el candidato Daniel Salamanca quien ya sería presidente desde ese mismo año.

### Gobierno de Daniel Salamanca (1931-1934)

#### Guerra del Chaco

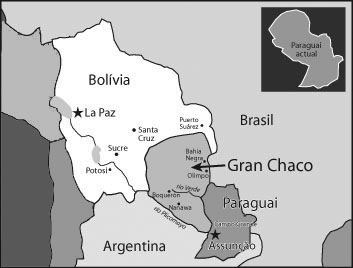
Territorios de Bolivia y Paraguay, en conflicto durante la guerra del Chaco

A partir de 1930 el país vivió de nuevo periodos de disensiones internas. Ese año una revolución derrocó al presidente Hernando Siles que había gobernado desde 1926 sin convocar la legislatura nacional e intentaba prorrogar su mandato. Daniel Salamanca, elegido presidente en 1931, fue derrocado en 1934 por una camarilla liderada por su vicepresidente José Luis Tejada Sorzano. Su gobierno fue derribado por una Junta militar encabezada por el coronel David Toro, quien intentó sacar al país de la situación desesperada en que se encontraba, como consecuencia de la recesión mundial y del conflicto del Chaco con Paraguay. Sin embargo, se rodeó de enemigos entre los militares y en 1937 fue derrocado por un grupo encabezado por el teniente coronel Germán Busch Becerra, jefe del Estado Mayor.

## Socialismo militar y Viejo Orden (1936-1952)

### Gobierno de David Toro (1936-1937)
En 1938 se aprobó una nueva Constitución. Sin embargo, Busch la abolió un año después e impuso un gobierno dictatorial. A los cuatro meses fue encontrado muerto de un disparo. Asumió la presidencia el general Carlos Quintanilla, quien restauró la vigencia de la Constitución de 1938 y determinó que el Ejército debía ejercer el control del país hasta la celebración de nuevas elecciones.

### Gobierno de Enrique Peñaranda (1940-1943)
En 1940 fue elegido presidente el general Enrique Peñaranda, quien el 7 de abril de 1943, durante la Segunda Guerra Mundial, declaró la guerra a los países del Eje. 

### Gobierno de Gualberto Villarroel (1943-1946)
En diciembre de 1943 fue derrocado por una insurrección cívico-militar que encabezó el militar Gualberto Villarroel, quien un año después asumió la presidencia constitucional del país apoyado por el Movimiento Nacionalista Revolucionario (MNR), partido en cuyo seno había simpatizantes del Eje, y por el Partido Obrero Revolucionario. No obstante, y por presiones económicas, el nuevo gobierno se vio obligado a mantener buenas relaciones con las fuerzas aliadas. En julio de 1946 Villarroel fue derrocado y linchado en La Paz.

### Gobierno de Enrique Hertzog (1947-1949)
En 1947 los conservadores volvieron a tomar el poder. El gobierno de Enrique Hertzog tuvo que soportar continuamente la oposición de los partidos de derecha y de izquierda, y a principios de la década de 1950 el Partido Comunista fue ilegalizado. Hertzog dimitió y Mamerto Urriolagoitia le sucedió en el poder.

## Nacionalismo Revolucionario (1952-1964)

### Revolución del 52

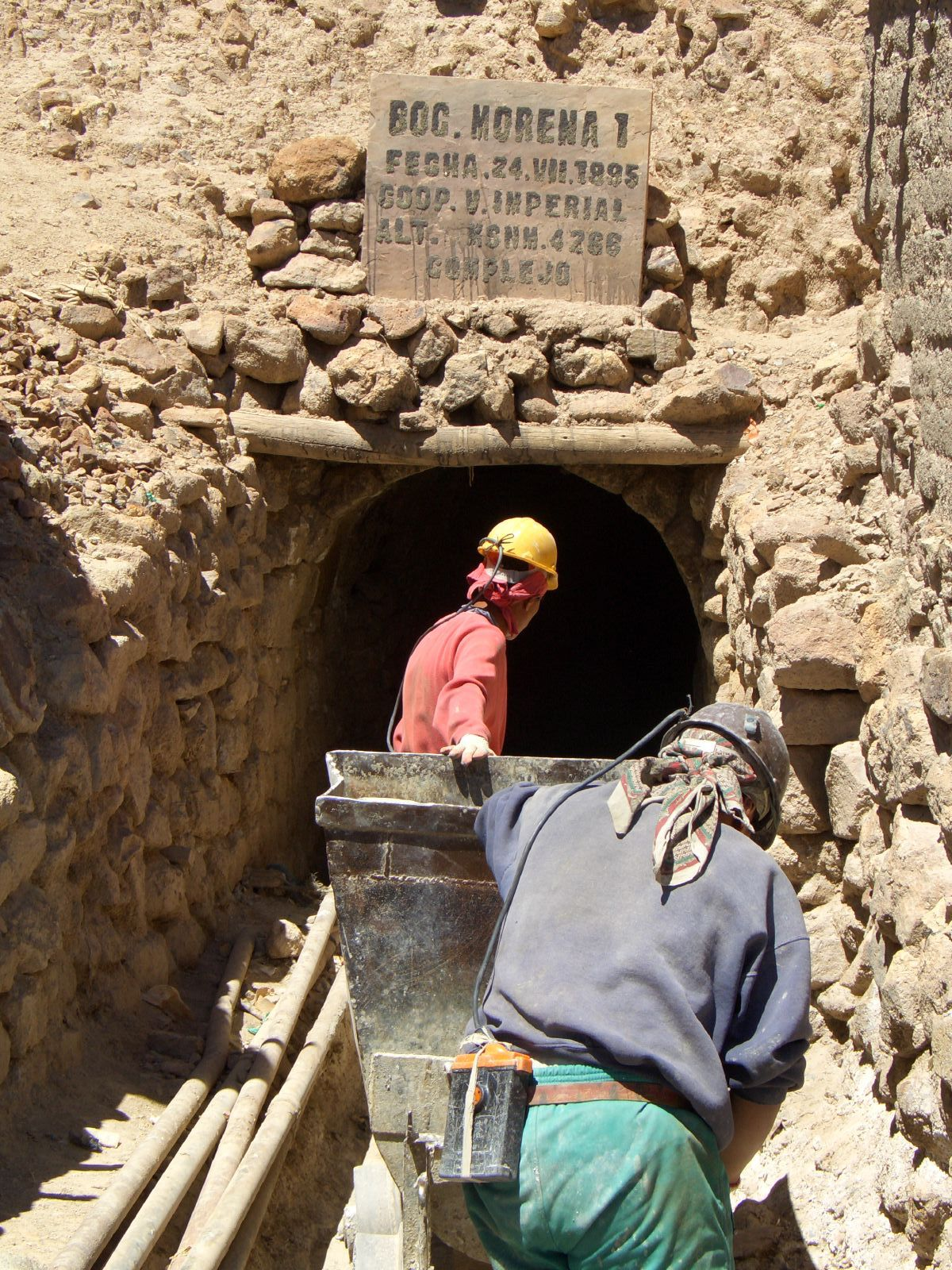
Los obreros mineros liderados por Juan Lechín, fueron el eje sobre el que se organizó la COB y desempeñaron un papel central en la Revolución de 1952

En abril de 1952 estalló una revolución organizada por el Movimiento Nacionalista Revolucionario fundado en 1941 por Víctor Paz Estenssoro, que agrupaba a los intelectuales radicales de clase media, que se hizo fuerte durante el gobierno de Villarroel, en 1943-1946 al unirse a él la gran mayoría de los sindicatos mineros, organizados alrededor de la FSTMB (Federación Sindical de Trabajadores Mineros de Bolivia  Archivado el 28 de enero de 2010 en Wayback Machine.)y dirigidos por el líder Juan Lechín Oquendo. Después de sangrientas luchas conducidas por el subjefe del MNR, Hernán Siles, Paz Estensoro, que volvió del exilio en Buenos Aires, se hizo cargo de la presidencia. El nuevo gobierno comenzó de inmediato a cambiar la estructura del régimen anterior; estableció el monopolio en la exportación de estaño y nacionalizó las minas, antes en manos de tres familias poderosas. Se alentó también una política petrolera, permitiendo la realización de la explotación y exportación a compañías extranjeras.
Con la reforma agraria, promulgada en agosto de 1953, se procedió a la parcelación de tierras, distribuyendo grandes extensiones entre los indígenas en el transcurso de los años siguientes.
En agosto de 1956 asumió la presidencia Hernán Siles Zuazo, quien en calidad de vicepresidente había acompañado a Paz Estenssoro en su gestión gobernativa. Durante su mandato presidencial, se dedicó inicialmente a la tarea de reordenar la economía y estabilizar la moneda. Fue poco lo que logró en tres años de gobierno, porque tuvo que hacer frente permanentemente a la oposición encabezada por la Falange Socialista Boliviana (FSB). Tras un fallido intento de golpe de Estado en 1959, tuvo lugar la muerte de Oscar Unzaga de la Vega, líder de FSB.
En 1960 Paz Estenssoro fue elegido por segunda vez como presidente y en agosto de 1964 resultó nuevamente elegido. Poco después, el 5 de noviembre, fue derrocado por un golpe de Estado militar encabezado por su vicepresidente, el general René Barrientos.

## Gobiernos Militares (1964-1982)
El gobierno militar llevó a cabo una política de reformas económicas conservadoras, como la reapertura de la industria de las minas de estaño a las inversiones privadas extranjeras. En julio de 1966 René Barrientos fue elegido presidente ya como civil. Sin embargo, se vio obligado a depender de los militares para poder enfrentarse a los movimientos guerrilleros que habían empezado a actuar en las regiones montañosas. En octubre de 1967 el Ejército boliviano anunció haber derrotado a los rebeldes en un lugar próximo a la aldea de Vallegrande. Había sido capturado en el campo de batalla Ernesto Che Guevara, siendo poco después ejecutado. Barrientos murió en un extraño accidente de helicóptero en abril de 1969. Se sucedieron en el poder una serie de gobiernos de corta duración, la mayoría militares, y en agosto de 1971 el general Juan José Torres fue derrocado por un golpe de Estado encabezado por el coronel Hugo Banzer con el apoyo de la FSB y el MNR partidos políticos enemigos durante la década pasada.
El régimen de Banzer viró rápidamente desde una posición relativamente moderada a una de mayor represión: suprimió el movimiento obrero, suspendió todos los derechos civiles y envió tropas a los centros mineros. En 1978 Banzer dimitió y una junta militar se hizo con el poder. A comienzos de la década de 1980 el fuerte crecimiento económico de la década anterior —que había sido sostenido por los altos precios del estaño en el mercado mundial— dio paso a la crisis. La caída del precio del mineral y la mala administración de los regímenes militares habían dejado a Bolivia con una inmensa deuda, una situación hiperinflacionaria y un descenso de los ingresos por exportaciones. La exportación ilegal de cocaína fue el principal recurso que le procuró divisas, por lo que Estados Unidos presionó al gobierno de Bolivia para que tomara medidas efectivas contra el tráfico de esta droga.
Enfrentada a problemas raciales y culturales, Bolivia ha conocido revoluciones y Golpes de Estado militares. A principios de la década de los 80 fue derrocada la última junta militar que gobernaba el país para reinstaurar la forma de gobierno democracia.

## Democracia Partidaria (1982-2006)

### Segundo gobierno de Hernán Siles Suazo (1982-1985)
En octubre de 1982 Hernán Siles Zuazo tomó de nuevo posesión de la presidencia. Se enfrentó con varias crisis ministeriales y fue incapaz de resolver los problemas económicos del país, bastante urgentes debido al pago de los intereses de la deuda externa a los bancos internacionales. 

### Cuarto gobierno de Víctor Paz Estensoro (1985-1989)
Siles dimitió y convocó elecciones anticipadas; el Congreso volvió a reclamar a Paz Estenssoro como presidente. Su nuevo gobierno intentó cortar la producción de coca y la venta de cocaína con la colaboración de las tropas estadounidenses, pero esta medida, además de ser impopular, solo obtuvo un éxito parcial. El principal logro de Paz Estenssoro fue una nueva política económica que frenó una hiperinflación del orden del 27.000% entre enero y agosto de 1985, y que fue exportada a otros países de América. 

### Gobierno de Jaime Paz Zamora (1989-1993)
Jaime Paz Zamora, que había sido el tercer candidato más votado en las elecciones de mayo de 1989, asumió en agosto la presidencia del país después de recibir el apoyo de Acción Democrática Nacionalista (ADN), grupo político de derecha.

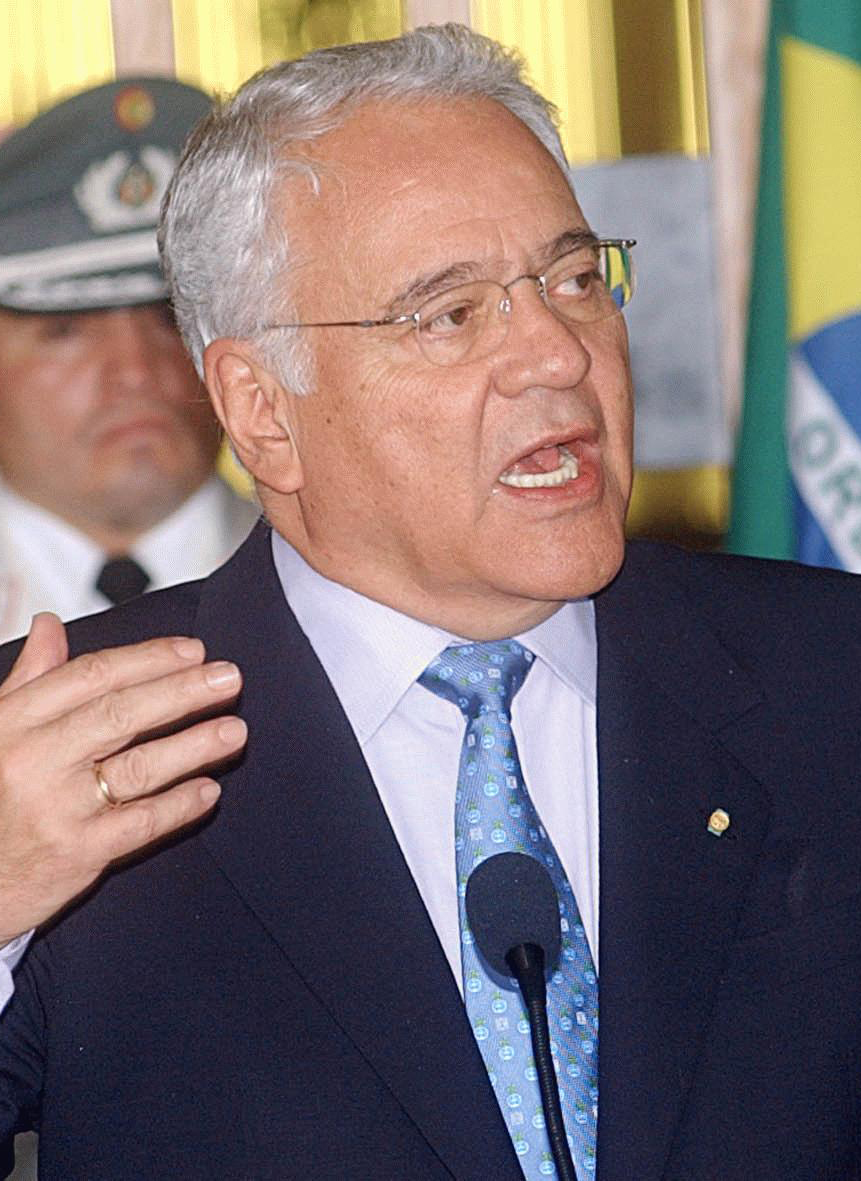
Gonzalo Sánchez de Lozada, 78.º y presidente de Bolivia

### Primer gobierno de Gonzalo Sánchez de Lozada (1993-1997)
Las siguientes elecciones, celebradas en junio de 1993, dieron la victoria al empresario minero Gonzalo Sánchez de Lozada, quien asumió la presidencia, en tanto que el dirigente aimara Víctor Hugo Cárdenas accedía a la vicepresidencia. Asimismo, en las elecciones para el Congreso, el MNR obtuvo la mayoría, reemplazando a la coalición de centro-izquierda hasta ese momento en el poder. Lozada, que había sido ministro de Planeamiento y Coordinación antes de su elección como presidente, introdujo algunas de las medidas más severas de reforma económica puestas en práctica por los países fuertemente endeudados: amplia privatización de empresas estatales, reducción de los gastos en servicios sociales y en los programas de educación, y cierre de muchas de las minas. El estricto control de los gastos estatales ayudó a reducir la inflación a un 6,5% en 1995, pero los costos sociales fueron muy altos, incluida la Masacre de Navidad. Su programa de gobierno, denominado "Plan de Todos", consistió en la capitalización (privatización de los bienes del estado con otro nombre), la participación popular, la reforma educativa y la descentralización administrativa.

### Segundo gobierno de Hugo Banzer (1997-2001)
En las elecciones presidenciales de junio de 1997 resultó vencedor el expresidente Hugo Banzer, el cual, sin contar con la mayoría absoluta, recibió inicialmente el apoyo del también expresidente Jaime Paz Zamora y su partido, el Movimiento de Izquierda Revolucionaria (MIR), quien de esta manera le devolvía el favor por respaldar con sus diputados de Acción Democrática Nacionalista (ADN) la gobernabilidad del país durante su mandato. En junio de 1999, Banzer hubo de cambiar a la mitad de los miembros de su gobierno, tras un grave escándalo que salió a la luz cuando ese mismo mes se produjo la inesperada renuncia del ministro del Interior, Guido Nayar, quien criticó la corrupción e ineficacia gubernamentales. El presidente decretó el 8 de abril de 2000 el estado de sitio, con el objeto de detener la oleada de protestas que tenían lugar en Cochabamba en la llamada Guerra del Agua, pero no pudo contener con esa medida un violento estallido social causado por la extrema pobreza del campesinado indígena hasta que firmó seis días después con los representantes sindicales de éstos una serie de acuerdos.
El día 20 de ese mes, cuatro días antes de que los miembros de su gobierno presentaran en pleno la dimisión, Banzer suspendió el estado de sitio. Nombró un nuevo gabinete el 25 de abril, pero el 19 de octubre tuvo que ver como de nuevo su gobierno presentaba en bloque su dimisión tras la grave crisis social vivida en Bolivia desde septiembre. Esta, caracterizada por huelgas, cortes de carreteras y enfrentamientos con fuerzas militares (sobre todo en los departamentos de La Paz, Cochabamba y Santa Cruz) estuvo protagonizada por indígenas y determinados sindicatos, defensores del derecho de los campesinos al cultivo de coca y contrarios a las intenciones gubernamentales de erradicarlo y sustituirlo por el de otros productos.

### Gobierno de Jorge"Tuto"Quiroga (2001-2002)
Aquejado de cáncer de pulmón, Banzer renunció el 6 de agosto de 2001 a la presidencia y fue sustituido por su vicepresidente, Jorge Quiroga. Este se mantuvo en el gobierno hasta el 6 de agosto de 2002, completando el quinquenio para el cual había sido elegido Banzer. 

### Segundo gobierno de Gonzalo Sánchez de Lozada (2002-2003)
Su sucesor fue Sánchez de Lozada, cuya candidatura por el MNR fue la más votada en las elecciones presidenciales celebradas el 30 de junio de ese mismo año. Al recibir solo el 22,5% de los sufragios (por el 20,94% de Evo Morales, líder indígena del Movimiento al Socialismo, MAS; del 20,91% de Manfred Reyes Villa, candidato de Nueva Fuerza Republicana, NFR; y del 16,3% de Jaime Paz Zamora, nuevamente presentado por el MIR), Sánchez de Lozada precisó la designación del nuevo Congreso Nacional (cuyos miembros fueron elegidos ese mismo día), para la cual compitió con Morales y que logró gracias al voto de sus parlamentarios y de los procedentes de otros partidos, principalmente el MIR. Sánchez de Lozada y Paz Zamora sellaron antes el denominado Plan Bolivia de Responsabilidad Nacional, pacto de gobernabilidad entre ambas formaciones basado en una futura política que tuviera por eje principal la creación de empleo y de riqueza.
El nuevo presidente anunció en febrero del 2003 una serie de impopulares medidas económicas (entre ellas, un nuevo impuesto sobre los salarios), que generó protestas en todo el país. Sánchez de Lozada retiró su proyecto, pero la grave crisis suscitada, salpicada de violentos incidentes, motivó la dimisión de todos los miembros de su gobierno. En el siguiente mes de agosto, para intentar poner fin a la crisis que vivía el país, Sánchez de Lozada llegó a un acuerdo con el partido de la oposición NFR, que entró en el ejecutivo. El plan gubernamental de costear proyectos sanitarios y educativos con los beneficios de la exportación de gas natural generó nuevos descontentos (principalmente, por la posibilidad de que el transporte de dicho producto se efectuara a través de un puerto chileno); así, en septiembre y octubre de 2003 se sucedieron nuevas manifestaciones promovidas por la Central Obrera Boliviana (COB) y por la Confederación Sindical Única de Trabajadores Campesinos de Bolivia, que convocaron un paro general indefinido. El movimiento popular también fue catalizado por el MAS y por el Movimiento Indígena Pachakuti. La revuelta se extendió a las principales ciudades del país (La Paz y El Alto fueron incluso militarizadas por el gobierno y se llevó a cabo la llamada Masacre de Octubre en el Alto), donde el clima era de abierta insurrección. Ante esta situación, que produjo escisiones en el ejecutivo, Sánchez de Lozada dimitió el 17 de octubre. 

### Gobierno de Carlos Mesa (2003-2005)
Gonzalo Sánchez de Lozada fue sustituido por el vicepresidente, Carlos Mesa, quien formó un gabinete integrado por políticos no adscritos a partido alguno, con la intención de poner fin al conflicto y alcanzar la reconciliación nacional. Poco después de su investidura, Mesa se comprometió a convocar un referéndum en el que los bolivianos deberían pronunciarse sobre la cuestión de la exportación de gas natural. 

### Gobierno de Eduardo Rodríguez Veltzé (2005-2006)
Debido al casi nulo apoyo político, Carlos Mesa renunció, presionado por graves disturbios sociales, asumiendo la presidencia de forma inesperada en ese entonces presidente de la Corte Suprema de Justicia, Eduardo Rodríguez Veltze, quien se comprometió a ejercer un gobierno de transición, convocando a elecciones el 22 de enero de 2006. Su gobierno fue corto y estuvo salpicado por escándalos como el Caso de los Misiles Chinos.

## Masismo (2006-presente)

### Primer gobierno de Evo Morales Ayma (2006-2010)

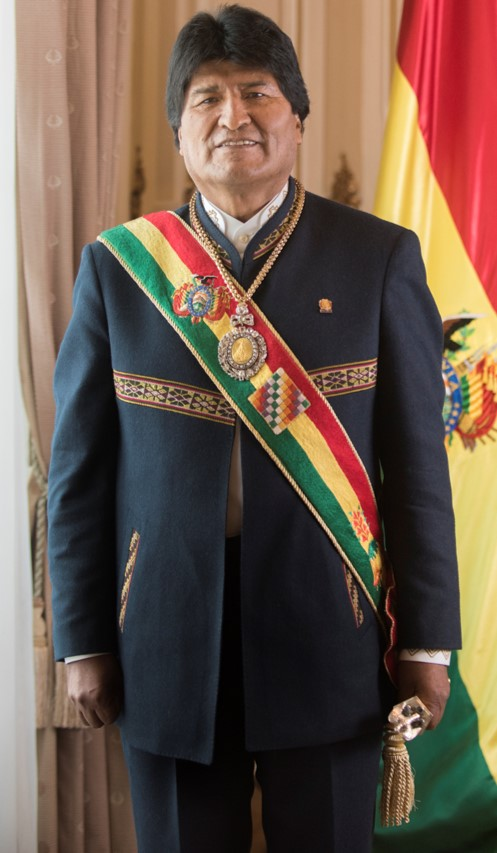
Evo Morales Ayma (1959) gobernó el país durante casi 14 años desde el 22 de enero de 2006 hasta el 10 de noviembre de 2019.

Evo Morales Ayma asumió el poder el 22 de enero de 2006 como el primer mandatario de ascendencia indígena en ser electo presidente de la República por una mayoría absoluta del 53.72% de los votos de la elección presidencial general (la segunda vuelta no está tipificada). Lo hizo prometiendo nacionalizar los hidrocarburos del país, combatir la corrupción y excesos de las multinacionales, permitir el mercado legal de coca e intervenir sin la ayuda de Estados Unidos, repartir mejor las tierras y gobernar para todos. Hasta la fecha Morales ha tenido varios enfrentamientos con petroleras y gobiernos de los países de los cuales proceden dichas petroleras, como el caso de Repsol. El tema de la nacionalización sigue pendiente en la agenda del presidente boliviano pero el 29 de octubre de 2006 se firmaron como primer paso unas nuevas condiciones las petroleras.[cita requerida]
En julio de 2006, se llevaron a cabo elecciones para elegir representantes para una asamblea la propuesta autonómica llevó a cabo un bloqueo interno en la Asamblea Constituyente. Todas estas dicotomías llevaron a tensionar la situación política entre oriente y occidente.
Cuando el escenario político boliviano parecía estar menos convulsionado, a ello se sumó una propuesta controversial para la Asamblea Constituyente, ya que la ciudad de Sucre (capital de Bolivia con un solo poder estatal constituido) pedía que los otros dos poderes estatales situados en La Paz (sede de Gobierno) sean trasladados a Sucre.
Estas controversias políticas, ocasionaron un paro temporal de sesiones en la Asamblea Constituyente. Empero, la vicepresidencia de la república se prestó para ser la mediadora entre ambas fuerzas políticas. Si bien la vicepresidencia logró un consenso entre todas las bancadas políticas, de igual manera elaboró un documento que no logró la satisfacción a la demanda de la ciudad de Sucre. El tema de la Capitalia fue retirado de la agenda política después de llevarse a cabo en la ciudad de El Alto, el Gran Cabildo, que movió la balanza en favor de retirar este difícil tema de la nueva constitución.
El 21 de noviembre del 2007 en reunión del Comité Interinstitucional de Chuquisaca, decidió la toma de las instalaciones policiales y la intervención de la sesión de la Asamblea Constituyente en el Liceo Militar también la orientación del cabildo del viernes 23 de noviembre para evitar la votación final de los distintos artículos de la Nueva Constitución Política de Bolivia. Debido a los constantes ataques e insultos que recibían los Asambleístas, por parte de fuerzas reaccionarias contrarias a la aprobación de una nueva Constitución Política; la presidencia de la Asamblea Constituyente decide trasladar la Asamblea Constituyente al Liceo Militar “Teniente Edmundo Andrade” en el Castillo de La Glorieta, para de esta manera dar seguridad a los Asambleístas y poder dar lugar a la votación final de los diferentes artíiculos de la Nueva Constitución. [cita requerida]
Es en esos momentos que el Comité Interinstitucional liderado por Jaime Barrón que había articulado con anticipación una estrategia para trabar la Asamblea Constituyente usando como excusa el tema de la sede de los poderes del estado o Capitalía, y tomar los cuarteles de la fuerza pública, provocar la renuncia del entonces Prefecto David Sánchez adherente del MAS, decide actuar y lanzar su ataque cuando el cabildo expiraba, al mediodía del viernes 23, Barrón lanzó una arenga a la multitud que se concentró en la Plaza 25 de mayo: “Tenemos que apurarnos porque hay problemas en el Teatro Gran Mariscal”, dijo pese a que aquello no era evidente. Más que como un comentario, la multitud tomó las palabras de Barrón como una orden y se dirigió rumbo a esas instalaciones para tomarlas y la refriega con la fuerza pública empezó. Esta concluiría con el repliegue policial a Potosí, 48 horas después, con el saldo de tres muertos, casi tres centenares de heridos y media docena de instalaciones policiales bajo el fuego. Posteriormente los "manifestantes" dirigidos por Barrón decidieron el intento de toma del Liceo de La Glorieta, para detener la aprobación en Grande de la Asamblea Constituyente y fueron repelidos por la Policía, después de varias horas de lucha. Durante ese tiempo, dentro del Liceo, los Asambleístas concluían la aprobación en grande de la Nueva Constitución Política, el 25 de noviembre de 2007.[cita requerida]

### Segundo gobierno de Evo Morales Ayma (2010-2015)
La nueva constitución boliviana entró en vigencia el 7 de febrero de 2009, fecha en la que fue promulgada por el presidente Evo Morales tras ser aprobada en un referéndum con un 90,24% de participación. La consulta fue celebrada el 25 de enero de 2009 y el voto aprobatorio alcanzó un 61,43% del total, es decir, 2.064.417 votos. El "no", por su parte, alcanzó 1.296.175 sufragios (es decir, un 38,57%). Los votos en blanco sumaron 1,7% y los nulos, un 2,61%.

### Tercer gobierno de Evo Morales Ayma (2015-2019)
El 21 de febrero de 2016, un referéndum fue llevado a cabo para definir la continuidad del presidente actual durante 4 años más. El objetivo de este referéndum era la aprobación o rechazo del proyecto constitucional para permitir al presidente o vicepresidente del Estado Boliviano a postularse nuevamente a una elección. El "No" ganó con algo más del 51% de los votos, mientras el "Sí" obtuvo algo menos del 49% de votos restantes, rechazándose el proyecto constitucional. La papeleta de votación constó de una pregunta para que los votantes puedan aprobar o rechazar al proyecto de reformar el artículo 168 de la Constitución Política del Estado: "¿Usted está de acuerdo con la reforma del artículo 168 de la Constitución Política del Estado para que la presidenta o presidente y la vicepresidenta o vicepresidente del Estado puedan ser reelectas o reelectos por dos veces de manera continua?" Las únicas respuestas válidas eran el "Sí" o el "No", mientras que otras opciones fueron anular el voto o votar en blanco. A pesar del rechazo de dicho proyecto constitucional, el presidente Evo Morales señaló que se presentara a las elecciones presidenciales el próximo año 2019 poniendo por encima los "derechos políticos" por encima de las leyes del país.
El 4 de octubre de 2019, Santa Cruz de la Sierra fue a un Cabildo por el incendio en la Chiquitania y el respeto al 21F, el resto de los departamentos, de igual manera, resolvió desconocer al binomio Evo-Álvaro.
El 20 de octubre de 2019 el pueblo boliviano fue a elecciones, las cuales fueron anuladas tras una auditoría de la Organización de los Estados Americanos que verificó un fraude, por lo cual quedaron anuladas. Previamente el movimiento cívico nacional se levantó en protestas con paros y cabildos, protestas que intentaron ser apaciguadas por militantes del MAS sin éxito. El movimiento cívico exigió la renuncia del presidente Evo Morales tras el fallecimiento de 3 bolivianos.

#### Renuncia de Evo Morales y acefalía
Luego de que el ingeniero y experto informático, Edgar Villegas, el CONADE, NeoTec y Ethical Hacking denunciaran un presunto fraude en las Elecciones Generales de 2019, con el apoyo periodístico del periodista mexicano Fernando del Rincón en CNN y la Televisión Universitaria, tanto oposición como ciudadanos fuera del ámbito político salieron a sus calles colocando banderas tricolores y pitas para bloquear el paso, exigiendo la anulación de las elecciones. Luego de enfrentamientos en distintos puntos del país, tras tres casos de fallecidos y varios heridos, se sumó el pedido de renuncia del presidente Evo Morales argumentando lo dicho por el presidente cuando asumió su primer mandato, de que renunciaría al "primer muerto". La constitución Boliviana Artículo 169 "El periodo de mandato de la Presidenta o del Presidente y de la Vicepresidenta o del Vicepresidente del Estado es de cinco años, y pueden ser reelectas o reelectos de manera continua por una sola vez"
El movimiento cívico nacional fue liderado por el presidente del Comité Por Santa Cruz, Luis Fernando Camacho (un controversial empresario local), y el presidente del Comité Cívico de Potosí, Marco Pumari y dirigentes de los Ayllus, como Nelson Condori, los cuales sellaron una alianza.
Juntos redactaron una carta de renuncia del presidente y prometieron en un Cabildo en Santa Cruz de la Sierra, entregarle la carta de renuncia en las manos del presidente junto a una biblia, anunciando sus intenciones de reforma ideológica. La tarde del 8 de noviembre la policía de Cochabamba se amotinó negándose a reprimir a los manifestantes no relacionados al MAS, acto que fue replicado al día siguiente en todos los comandos de ciudades principales del país.
La mañana del 9 de noviembre, en La Paz, Luis Fernando Camacho, y Nelson Condori, dirigente de los Ayllus, se juraron el fin del racismo entre bolivianos y la unión eterna entre Oriente y Occidente, ratificaron el pedido de renuncia sin secesión masista. Paralelamente Camacho prometía que «Nunca más volverá la Pachamama a este palacio», refiriéndose al espíritu de la Madre Tierra andina. «Bolivia le pertenece a Cristo».
Esa misma tarde empezaron las renuncias de gobernadores y alcaldes afines al MAS, luego de una serie de amenazas a familiares, el incendio de casas de dirigentes y el linchamiento de Patricia Guzmán, jefa comunal de Vinto por el MAS. Mientras tanto, en Vila Vila, afiliados al MAS atacaron caravanas de ciudadanos potosinos y chuquisaqueños que se dirigían a sede de gobierno y hubo denuncias de que manejaban armas de fuego.
La mañana del 10 de noviembre, 30 años más un día después de la Caída del Muro de Berlín, la OEA verificó el fraude electoral, en un controvertido informe que ha sido cuestionado por tres estudios por parte del CELAG, el CEPR y el investigador de ciencias políticas de la Universidad de Míchigan Walter Mebane, un reconocido cientista considerado como uno de los principales expertos en fraude electoral del mundo.
Frente al informe de la OEA el gobierno anuló las elecciones y llamó a celebrar nuevas. Sin embargo el proceso continuó. Las renuncias de la cúpula del MAS siguieron en todo el país. Las Fuerzas Armadas y la COB se sumaron al pedido de renuncia. A las 16:57 de la tarde, el expresidente Evo Morales Ayma y su vicepresidente Álvaro García Linera renunciaron al mando presidencial denunciando un golpe de Estado.
Más tarde, la presidenta del Senado también renunció y lo propio el presidente de la Cámara de diputados, despertando el jolgorio opositor que salió a las calles a celebrar su victoria. La Sucesión Constitucional le correspondería a la senadora por el departamento de Beni, Jeanine Áñez, a pesar de que la Asamblea Legislativa Plurinacional no aceptó la renuncia de Evo Morales. Así, asumió el cargo el 12 de noviembre de 2019, en una corta sesión legislativa sin cuórum.

### Gobierno de Jeanine Áñez Chávez (2019-2020)

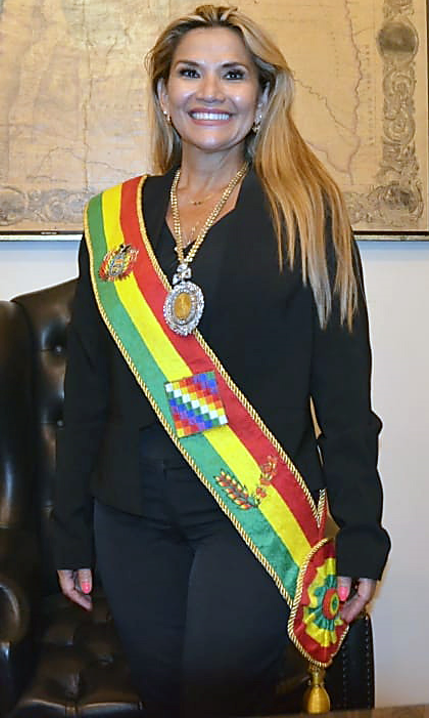
Jeanine Áñez Chávez (1967) presidenta interina transitoria de Bolivia, gobernó el país durante 1 año desde el 12 de noviembre de 2019 hasta el 8 de noviembre de 2020.

Luego de la renuncia de Evo, se difundieron vídeos de la policía incendiando una Whipala, relacionada con la reivindicación de los pueblos indígenas en el gobierno de Morales, aunque los policías expresaron que fueron integrantes infiltrados del Movimiento Al Socialismo (MAS), sin ser de la institución policial. Esto provocó una ola de protestas con epicentro en el Alto. Esa noche, mientras el Congreso aún no abría sesión y la senadora Jeanine Áñez se encontraba en Beni, el país vivió una acefalia y la oposición denunciando saqueos y destrozos por parte de militantes del MAS, mientras se corría la noticia de un desfalco monumental al Banco Central de Bolivia por parte del gobierno saliente, el cual sin embargo fue desmentido por la propia institución.

#### Crisis Sanitaria por la Propagación de COVID-19 en Bolivia
En marzo de 2020, tras la confirmación de los primeros casos de personas contagiadas por el virus COVID-19, el gobierno nacional dispuso medidas para prevenir la mayor cantidad de contagios. Se suspendieron vuelos, actividades educativas y no esenciales en el país.

### Gobierno de Luis Arce Catacora (2020-presente)

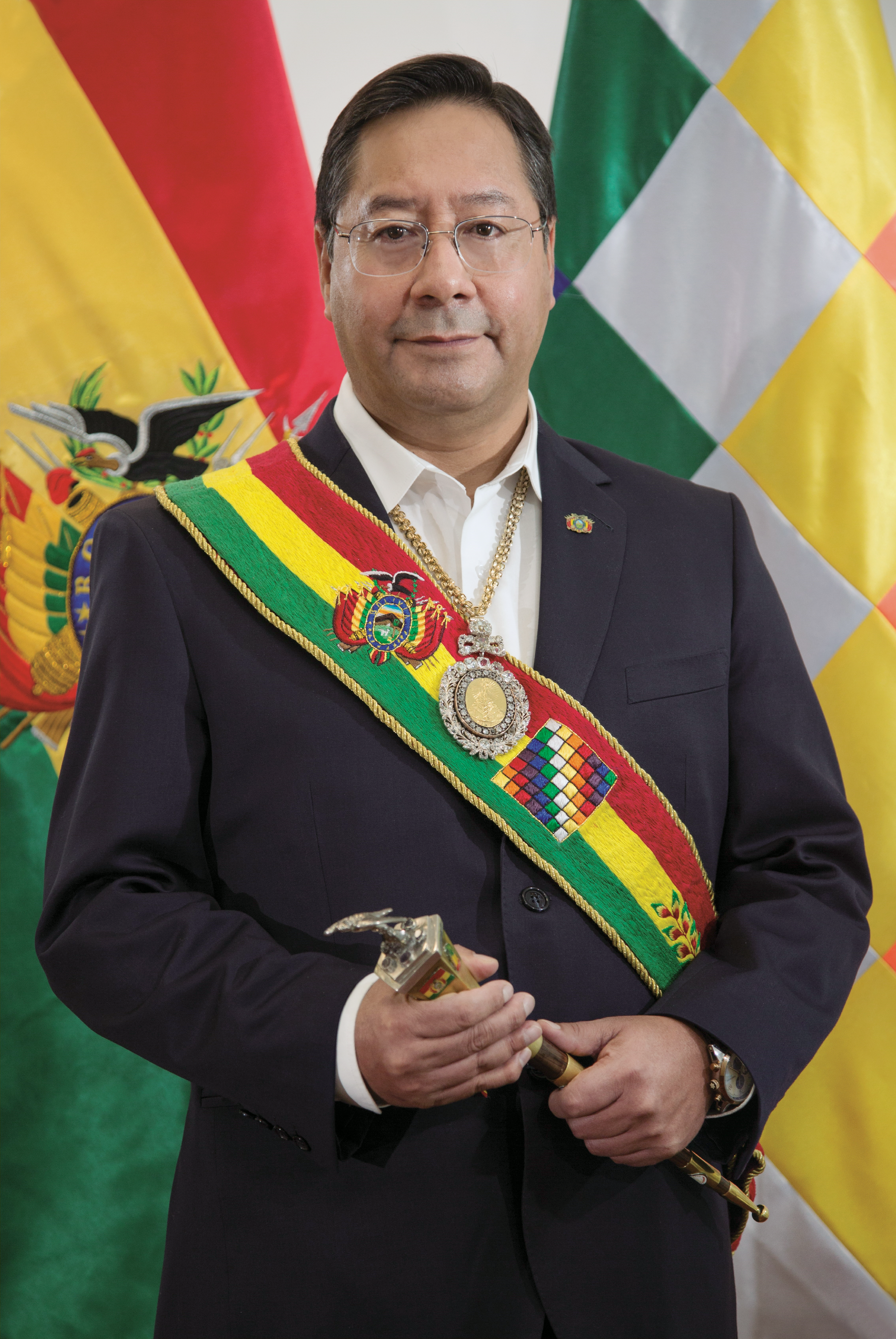
Luis Arce Catacora (1963) presidente constitucional de Bolivia desde el 8 de noviembre de 2020

#### Elecciones nacionales de 2020 y crisis sanitaria
El 18 de octubre de 2020 se realizaron las Elecciones generales de Bolivia de 2020, en las que ganó el candidato del MAS, Luis Arce Catacora, con el 55,11% de los votos válidos.
Gestión de Luis Arce Catacora
Luis Arce Catacora fue posesionado como presidente de Bolivia en noviembre de 2020 luego del triunfo de las elecciones presidenciales del 2020 y transmitió el mando.
Su gestión estuvo marcada de varios actos administrativos como ser: La llegada de las vacunas contra la COVID 19, además de las detenciones a quienes participaban en las protestas del 2019 por el supuesto caso de "golpe de estado" y las manifestaciones ante dicho acto. Desde el 2023 se vio la escasez de dólares por lo cual se llevó a manifestaciones que derivarían en bloqueos.
La gestión de Luis Arce también se vio marcada debido a la crisis judicial que se vivió en el 2024 ya que hubo inconvenientes en programar las Elecciones Judiciales.
Intento de Golpe de Estado de 2024
El 26 de junio de 2024 por la tarde, los militares que fueron comandados por el general Juan José Zúñiga tomaron la Plaza Murillo de manera armada, intentando llevar a cabo un intento de golpe de Estado. El presidente Luis Arce lo increpó y exigió al general Zúñiga que "repliegue a las tropas en este momento", además Zúñiga fue destituido.
Más tarde el presidente Arce desde el balcón presidencial del Palacio de Gobierno exigió a la población a movilizarse en contra de este intento de golpe de Estado.
Esa misma noche, el general Zúñiga fue detenido y llevado a dependencias de la FELCC (Fuerza Especial de Lucha Contra el Crimen). 
Crisis político-social de 2024
Bolivia sigue experimentando una crisis económica y social. El presidente Luis Arce en un video pidió al expresidente Evo Morales que "deje de provocar a los bolivianos" y que además le dijo "no soy tu títere". Los ponchos rojos afines al expresidente Evo Morales anunciaron los bloqueos desde el 16 de septiembre y aseguran que bloquearán hasta que el presidente Luis Arce renuncie a la presidencia. El 17 de septiembre en Vila Vila (Oruro) se registraron enfrentamientos entre los bloqueadores del ala evista y los arcistas. 
Por la tarde del 22 de septiembre en la zona de Ventilla (El Alto) se registraron enfrentamientos entre sectores evistas y arcistas. El 23 de Septiembre se registraron marchas de evistas hacia la ciudad de La Paz y que además la alcaldesa de El Alto, Eva Copa pidió a los ciudadanos alteños a que no salgan de sus casas debido a que "los evistas son violentos y andan amenazando". Esa misma tarde se registraron otros enfrentamientos con la policía en la Avenida Montes (La Paz) luego de una concentración de sectores evistas que se realizaba en las afueras de la Cervecería Boliviana Nacional (CBN).